# プロジェクトセカイ カラフルステージ! feat. 初音ミク
- 初音ミク > 初音ミクのメディア展開 > 初音ミクを題材にしたゲーム作品 > プロジェクトセカイ カラフルステージ! feat. 初音ミク
- SEGA feat. HATSUNE MIKU Project > プロジェクトセカイ カラフルステージ! feat. 初音ミク

『プロジェクトセカイ カラフルステージ！ feat. 初音ミク』（プロジェクトセカイ カラフルステージ フィーチャリング はつねミク）は、セガからリリースされたiOS・Android用ゲームアプリ。2020年9月30日サービス開始。「SEGA feat. HATSUNE MIKU Project」作品に分類され、開発はセガ及びColorful Paletteが担当し、クリプトン・フューチャー・メディアがプロデューサーに近い立場で深く関与している。略称は「プロセカ」。
ジャンルはリズム&アドベンチャーゲームで、多種多様なボカロ音楽を題材として取り入れている。キャッチコピーは「一緒に歌おう！」。

## 概要
2019年8月30日、初音ミクの国内最大級の複合型イベント『初音ミク「マジカルミライ 2019」』にて企画の始動が発表された。
同じ「SEGA feat. HATSUNE MIKU Project」の『初音ミク -Project DIVA-』シリーズ（以下：DIVA）等とは方向性が異なり、音声合成ソフトウェアの楽曲を使用した「リズムゲーム」と、ミクたちピアプロキャラクターズとオリジナルキャラクターによる物語を軸とする「アドベンチャーゲーム」で構成される（→#世界観、#登場人物、#設定）。
従来のセガ×クリプトン社の体制にサイバーエージェント傘下のCraft Egg（Colorful Palette）を開発会社として新たに迎え入れて運営され、セガの小菅慎吾、Colorful Paletteの近藤裕一郎、クリプトン社の佐々木渉がプロデューサーを務める。
クリプトン社の佐々木渉（wat）によると、本作は『DIVA』シリーズの次回作が制作費と売上のバランス問題で暗礁に乗り上げ、再考を重ねてトレンドを踏まえた大幅な軌道変更を行った事で結実した企画であるという（→#企画の成り立ち、#開発・コンセプト）。
Colorful Paletteチームがキャラクターと衣装のデザイン、キービジュアル、ゲーム内のカードイラスト、カードやシナリオ内の背景美術、設定・シナリオ作成などを内製している。また、『DIVA』シリーズや初音ミクの公式イベントにも携わる様々な制作陣・企業のほか、業界内で活動するボカロPも楽曲クリエイターとして参加している（→#スタッフ）。
ゲーム内ではキャラクター3Dモデルの衣装やアクセサリーを着せ替えることが可能。衣装デザインには一般公募されたデザインも採用されている。楽曲の方でも公募を行っており、採用されるとリズムゲームパートの2Dモードで遊べる楽曲として登場する（→プロジェクトセカイのメディア展開#一般公募企画）。

## スタッフ

### 開発・運営スタッフ
| 開発・運営スタッフ | 開発・運営スタッフ                                                                                        |
| --- | --- |
| 企画 | セガ Colorful Palette                                                                                     |
| 製作 | セガ Colorful Palette クリプトン・フューチャー・メディア                                                  |
| プロデューサー | 小菅慎吾（セガ） 近藤裕一郎（Colorful Palette・Craft Egg） 佐々木渉（クリプトン・フューチャー・メディア） |
| 開発（UI/UXデザイン・譜面など） | Colorful Palette                                                                                          |
| ディレクター | 近藤裕一郎（Colorful Palette・Craft Egg）                                                                 |
| シナリオディレクション | 山下あづさ（Colorful Palette）                                                                            |
| メインシナリオライター | 桝井愛（Colorful Palette）                                                                                |
| 設定・シナリオ制作・楽曲発注・各種監修                                                                                                | Colorful Paletteシナリオチーム（桝井愛・山下あづさ・柴さとみ・山本菜月）                                  |
| スクリプト | Colorful Palette（飯島悠太・伊藤慧一郎・大坪一誉）                                                        |
| アートディレクター | 飯塚昂平（Colorful Palette）                                                                              |
| キャラクターデザイン・キービジュアル制作・カードイラスト＆背景美術制作 ストーリー内イラスト＆背景美術制作・衣装デザイン・ロゴデザイン | Colorful Paletteイラストチーム                                                                            |
| キャラクターデザイン協力・衣装デザイン協力                                                                                            | iXima |
| Live 2D | Colorful Palette                                                                                          |
| 3Dモデリングリードデザイナー | 佐藤亘（セガ）                                                                                            |
| 3Dデザイン・モデリング | セガ |
| 3Dモデリング協力 | 株式会社ディッジ Colorful Palette                                                                         |
| 3DMVアニメーション制作 | 株式会社ディッジ                                                                                          |
| 3DMV進行 | 新井啓史（セガ）                                                                                          |
| 3DMV演出監督、プロット カメラレイアウト考案                                                                                           | 花田義浩（マーザ・アニメーションプラネット）                                                              |
| 3DMVモーションキャプチャ監修・3DMVアニメーション演出・監修                                                                            | マーザ・アニメーションプラネット                                                                          |
| 3DMV振付・モーションアクター | ソリッドキューブ                                                                                          |
| 3DMVステージデザイン、3Dモデル・MVプロット監修                                                                                        | Colorful Paletteイラストチーム                                                                            |
| バーチャルライブ開発 | 松田龍弥（Colorful Palette）                                                                              |
| バーチャルライブ演出・開発 アニメーション制作                                                                                         | Colorful Palette開発チーム                                                                                |
| 2DMV進行 | 大坪鉄弥（セガ） 矢野優希（Colorful Palette）                                                             |
| 2DMV制作協力 | 株式会社ヴィ                                                                                              |
| ボーカロイド音声チューニング・各種監修サポート                                                                                        | クリプトン・フューチャー・メディア                                                                        |
| サウンドディレクター（効果音など） | Yisoch（Colorful Palette）                                                                                |
| ゲーム内BGM制作 | 岩永裕史（サンライズミュージック）                                                                        |
| 音源制作協力・楽曲制作・楽曲レコーディング                                                                                            | 日本コロムビア                                                                                            |
| 楽曲ミックス・一部楽曲編曲・プログラミング・演奏                                                                                      | 入江陽 |
| ボーカルレコーディングディレクション                                                                                                  | 林ちひろ（日本コロムビア）                                                                                |
| 楽曲CD販売 | ブシロードミュージック                                                                                    |
| セカイのひとコマ & 公式4コマ漫画 | 宇崎うそ（作画担当） あく（代理担当）                                                                     |
| 楽曲・シナリオ監修サポート | 林誠司（セガ）                                                                                            |
| 運営・マーケティング・PR プロモーション・ライセンス管理・進行管理                                                                     | セガ |

本作はセガ、Colorful Palette、クリプトン・フューチャー・メディアの3社共同企画である。『初音ミク -Project DIVA-』シリーズのプロデューサーである林誠司が楽曲・シナリオ監修サポートで参加しているほか、3DMVには『DIVA』シリーズの開発陣が参加。『DIVA』のCG開発を担当したセガの開発チームが3Dモデリングを担当。同作のアニメーション演出・制作や『初音ミク マジカルミライ』、『SNOW MIKU LIVE』などのライブにてアニメーション演出・制作を務めるマーザ・アニメーションプラネットが3DMVのモーションキャプチャ監修・3DMVアニメーション監修・3DMV演出を担当している。また、同じく『DIVA』シリーズや『マジカルミライ』の振付・モーションアクターを担当したソリッドキューブが3DMVの振付・モーションアクターで参加するなど、これまで初音ミクに関わってきた企業が企画に協力している。
開発スタッフ脚注
1. ↑  『SEGA feat. HATSUNE MIKU Project』企画・プロデュース、『初音ミク -Project DIVA-シリーズ』開発・販売
2. ↑  2021年1月までは親会社のCraft Eggが当時まだ実績のなかったColorful Paletteの代理で担当
3. ↑  『ピアプロキャラクターズ』バーチャル・シンガー・ソフトウェア開発企業
4. ↑  Craft Eggに入社するまでの2011年から2014年までボカロPとして活動。muzieなどのサイトに楽曲を投稿していた。クリプトンが発売したコンピレーションCDに近藤のボカロP時代の曲も1曲収録されている。
5. ↑  初音ミク開発者、同社音声チームマネージャー・初音ミク開発責任者
6. ↑  初音ミク『V3（第3版パッケージ、2013年）』『V4x（第4版パッケージ、2016年）』『NT（第5版パッケージ、2020年）』キャラクターデザイン・イラストデザイナー
7. ↑  『初音ミク -Project DIVA-シリーズ』アニメーション演出・制作、『初音ミク マジカルミライ』アニメーション演出・制作、『SNOW MIKU LIVE』アニメーション演出・制作など
8. ↑  『初音ミク -Project DIVA-シリーズ』振付・モーションアクター、『初音ミク マジカルミライ』振付・モーションアクターなど
9. ↑  『初音ミク -Project DIVA- シリーズ』ディレクター
10. ↑  ライブイベント『初音ミクシンフォニー』歴代キービジュアルディレクション、『初音ミク NT』デザイン・イメージビジュアルディレクションなど
11. ↑  Mitchie M・2ndフルアルバム『バーチャル・ポップスター』プロデュース
12. ↑  『イーハトーヴ交響曲』ほか、初音ミク関連楽曲販売、ライブ企画・運営・運営協力
13. ↑  『初音ミク -Project DIVA-シリーズ』プロデューサー

### 企画参加ボカロP・イラストレーター
書き下ろし楽曲制作クリエイター（オリジナル楽曲制作）
- DECO*27（テーマソング、Leo/need、タイアップ企画楽曲）
- 堀江晶太（kemu）（テーマソング、ワンダーランズ×ショウタイム）
- Eve（テーマソング）
- Rockwell（テーマソング、Leo/need、タイアップ企画楽曲）
- じん（Leo/need）
- Orangestar（Leo/need）
- 164（Leo/need）
- 夏代孝明（Leo/need）
- *Luna（Leo/need）
- 針原翼（はりーP）（Leo/need）
- みきとP（Leo/need）
- 傘村トータ（Leo/need）
- 和田たけあき（Leo/need）
- HoneyWorks（Leo/need）
- ゆよゆっぺ（Leo/need）
- buzzG（Leo/need）
- halyosy（Leo/need）
- やいり（Leo/need）
- Mitchie M（テーマソング、MORE MORE JUMP!）
- ナユタン星人（MORE MORE JUMP!）
- 40mP（MORE MORE JUMP!）
- DIVELA（MORE MORE JUMP!）
- Junky（MORE MORE JUMP!）
- aqu3ra（MORE MORE JUMP!）
- TOKOTOKO(西沢さんP)（MORE MORE JUMP!）
- emon(Tes.)（MORE MORE JUMP!）
- ユリイ・カノン（MORE MORE JUMP!）
- ナナホシ管弦楽団（MORE MORE JUMP!）
- EasyPop（MORE MORE JUMP!）
- Heavenz（MORE MORE JUMP!）
- Guiano（MORE MORE JUMP!）
- いよわ（MORE MORE JUMP!）
- Giga（テーマソング、Vivid BAD SQUAD）
- q*Left（テーマソング、Vivid BAD SQUAD）
- R Sound Design（Vivid BAD SQUAD）
- 八王子P（Vivid BAD SQUAD）
- Ayase（Vivid BAD SQUAD）
- ポリスピカデリー（Vivid BAD SQUAD）
- 有機酸（Vivid BAD SQUAD）
- Chinozo（Vivid BAD SQUAD）
- キタニタツヤ（Vivid BAD SQUAD）
- はるまきごはん（Vivid BAD SQUAD）
- 雄之助（Vivid BAD SQUAD）
- jon-YAKITORY（Vivid BAD SQUAD）
- 獅子志司（Vivid BAD SQUAD）
- 遼遼（Vivid BAD SQUAD）
- Peg（Vivid BAD SQUAD）

- ピノキオピー（ワンダーランズ×ショウタイム、タイアップ企画楽曲）
- Neru（ワンダーランズ×ショウタイム）
- OSTER project（ワンダーランズ×ショウタイム）
- YASUHIRO（康寛）（ワンダーランズ×ショウタイム）
- sasakure.UK（ワンダーランズ×ショウタイム、書き下ろし楽曲）
- キノシタ（ワンダーランズ×ショウタイム）
- 烏屋茶房（ワンダーランズ×ショウタイム）
- じーざす（ワンダーランズ×ショウタイム）
- まらしぃ（ワンダーランズ×ショウタイム）
- ぽりふぉ（ワンダーランズ×ショウタイム）
- ぷす（from ツユ）（ワンダーランズ×ショウタイム）
- 水野あつ（ワンダーランズ×ショウタイム）
- ひとしずく×やま△（ワンダーランズ×ショウタイム）
- まふまふ（25時、ナイトコードで。）
- syudou（25時、ナイトコードで。）
- すりぃ（25時、ナイトコードで。）
- とあ（25時、ナイトコードで。）
- ササノマリイ（25時、ナイトコードで。）
- ピコン（25時、ナイトコードで。）
- ぬゆり（25時、ナイトコードで。）
- 煮ル果実（25時、ナイトコードで。）
- バルーン（25時、ナイトコードで。）
- かいりきベア（25時、ナイトコードで。）
- 古川本舗（25時、ナイトコードで。）
- れるりり（25時、ナイトコードで。）
- てにをは（25時、ナイトコードで。）
- ツミキ（25時、ナイトコードで。）
- 伊東健人（バーチャル・シンガー）
- cosMo@暴走P（バーチャル・シンガー）
- mothy（バーチャル・シンガー）
- Kanaria（タイアップ企画楽曲）
- くじら（タイアップ企画楽曲）

企画協力クリエイター（2DMVイラスト制作）
- 森倉円
- 三目YYB
- Rella
- apapico
- BUZZ
- れおえん
- たま
- 飴村
- 八三
- モゲラッタ
- 三門
- しきみ
- ajimita

- ORIHARA
- 4
- スオウ
- おぐち
- ズカ
- Aちき
- キノシタ
- ろづ希
- しづ
- 宇崎うそ
- 賀茂川
- 富岡二郎
- 咲の字。

- LAM
- へちま
- バツムラアイコ
- のう
- akka
- 豆の素
- 陰諧
- チェリ子
- ピノキオピー
- SCOOTER FILMS
- 津田
- NZK
- 岩十

- so品
- 秋赤音
- 左
- 房野 聖
- 村上ゆいち
- さいね
- グライダー
- 宇佐崎しろ
- みすみ
- shimano
- やまかわ
- 大熊まい
- まご

- 山下RIRI
- cyawa
- 萩森じあ
- 姐川
- へいわ
- 二反田こな
- 456
- おむたつ
- カンミ缶
- さしみやま
- 赤卵
- ももしき
- RL

- 煮たか
- WOOMA
- あさ
- 手島nari
- Pato

企画協力クリエイター（2DMV動画・アニメーション制作）
- omu
- YM
- みず希
- Lye
- 野良いぬ
- イクミ
- Akito Nakayama(THINGS.)
- OTOIRO

- Kanaria
- にへ
- ぷろっぷ
- Yazhirushi
- Naph
- 明飛 (THINGS.)
- イノウエマナ
- DOMINO

- 南方研究所
- スクーターフィルムズ
- MONO-Devoid
- Moeko Miyoshi
- のをか
- Takumi Osera

企画協力クリエイター （3DMVライブ衣装デザイン）
- apapico
- iXima
- 一斗まる
- 岩十
- El-Flow
- 賀茂川
- CHRIS
- KEI
- さいとうなおき
- 三月八日
- しきみ
- shimano

- 鈴ノ助
- so品
- たま
- チェリ子
- TNSK
- 寺田てら
- nezuki
- BUZZ
- 八三
- はるまきごはん
- ピノキオピー
- 日々花

- 藤ちょこ
- △〇□×
- 村上ゆいち
- モグモ
- モゲラッタ
- 望月けい
- もっさんみっしぇる
- 森倉円
- やまかわ
- 憂
- 雪乃たまご
- 竜宮ツカサ

- りゅうせー
- リューセイ
- Rella
- れおえん
- wogura
- Mika Pikazo

### 一般公募クリエイター・イラストレーター
書き下ろし楽曲制作クリエイター（一般公募楽曲）
- 市瀬るぽ
- いるかアイス
- シノ
- 加賀(ネギシャワーP)
- タケノコ少年
- オゾン
- せきこみごはん
- すこやか大聖堂
- Twinfield
- しゃいと
- Ponchi♪
- nogumi
- 赤乃わい
- Capchii

企画協力クリエイター（一般公募3DMV衣装デザイン）
- 日々花[28]
- Ei-Flow[29]
- こむ
- アザカ
- わいん
- レヅキ
- Dove
- 千寿
- てん
- 桃タルト
- KOJIN
- へぼ

- いわき
- 不知丸
- ndr
- あさしら
- DECO
- コチュジャンのもの
- ふわ太
- 隊長
- ヒイノ
- へいわ
- どこかののの
- コゲ

- しろ
- ちり
- なすび
- オム
- 増殖型うどん屋
- ライカ
- きぬみやこ
- 青鳥パラン
- tokiwa.
- ゐ透
- 白夜零月
- ノズ

- 家上
- さくこ
- SASAYORU
- IYORI
- シロ
- toori
- なすび
- 紅茶マジ太郎
- ささき
- フィルハモ
- mell°
- 一登

## 企画の成り立ち
企画は2014年ごろに始動し、セガとクリプトン・フューチャー・メディアの共同企画としてスタート。当初は方向性が決まらず企画が難航し、2017年頃にセガの開発したゲームソフト『初音ミク -Project DIVA-シリーズ』とは別の方向性で作品を作ることが決まった。当初は『DIVA』をベースとする企画案もあったが、スマホアプリの普及のほか、バーチャルYouTuberの増加による視聴者と配信者の垣根の変化、初音ミクが様々なメディアで別のミクを演じたり多様なキャラクターと交わる機会が増えたことで、『DIVA』とは違う別の展開ができるのではないかという案が持ち上がる。
しかし、その後も両社の間でスマートフォン向けの企画案が浮かばず限界を感じたことで、外部の企業に協力を求める。その過程で、Craft Eggで『バンドリ! ガールズバンドパーティ!』のプロデューサーを務めていた近藤裕一郎を紹介される。近藤はボカロPとして活動していた時期があり、ボカロ曲を作っても確実に聞いてもらうチャンスが少なくなってきた現代において、そんなボカロPたちのサポートができるような企画を作りたいと考えていた。そのため、この企画には賛同したが、当初は企画参加について即答できずにいた。その後、近藤は改めて企画案を考えて両社に提出。最終的に3社体制で企画が始動した。
企画当初はファンタジー要素の強い世界観で設定制作が進んでいた。しかし、プロデューサーの一人でクリプトン社の初音ミク開発責任者/音声チームマネージャーの佐々木渉（wat）が「ボカロ楽曲は多く、ジャンルを分けることで紹介をしやすくなり聴くほうも分かりやすくなる」と提言したことから、近藤は設定を大きく変更。最終的にはCraft Egg（現・Colorful Palette）が『バンドリ！ガールズバンドパーティ！』を通して評価を得た「現実世界に軸をおいた青春群像」を生かした設定・シナリオを取り入れ、オリジナルキャラクターが生きる現実世界と、ミクたちがいる異世界を行き来するストーリー設定が完成した。また、若いユーザーも作品に入り込みやすい現代に舞台を変更し、ジャンルにも近年大きく取り上げられることの多い「アンダーグラウンド」や「ストリート」を取り入れることになる。シナリオ設定を含め、開発全体に近藤がプロデューサーを務めた『バンドリ! ガールズバンドパーティ!』の経験が活かされている。開発のコアメンバーは、Craft Eggにて初期の『バンドリ! ガールズバンドパーティ!』に関わっていたメンバーで構成される。

## 沿革
2014年
- セガとクリプトン・フューチャー・メディアが初音ミクに関するアプリゲームを共同企画[30]。

2017年
- 企画案が完成せず、協力を求める形でCraft Egg（後のColorful Palette）が企画に参画。Craft Egg側の企画案を元に3社体制で企画が再始動[30][11]。

2018年
- 6月1日 - Craft Eggプロデューサーの近藤が同社内のプロジェクトセカイ開発チームのコアメンバーとColorful Paletteを設立し、開発体制を移管[32]。
- 9月 - ライブモード（現在のバーチャルライブ）が企画され、開発を開始[35]。

2019年
- 2月 - 各ユニットのコンセプトや設定を元にキャラクター原案を作成[23]。
- 4月 - iXimaも参加してイメージボードやデザイン原案を監修。6月までに決定稿が完成[23]。
- 8月30日 - 『マジカルミライ2019』にて企画始動を発表。ティザーサイト、ティザームービー、オリジナルキャラクターである星乃一歌の一部デザインを含むティザービジュアルを公開したほか、公式Twitterも公開した[10]。
- 10月23日 - プロジェクト発表会を配信。世界観、各ユニットのキャラクターイラスト、担当声優、参加クリエイター等の情報が初公開された[34]。
- 11月1日 - ゲーム内に登場する衣装デザインを公募するキャンペーンを12月2日まで開催[34][15]。
- 11月17日 - かわさきジャズ2019「まらしぃ with 初音ミク、鏡音リン piano acoustic live」にて本作の3Dモデルがリアルライブで初披露された[34]。
- 12月13日 - ゲーム内に登場する5ユニット総勢20名のプロフィールが公開[36]。
- 12月20日 - 初音ミクと大塚製薬によるコラボ企画「beyond2020」にて、プロジェクトセカイより初音ミクがポカリスエット・アンバサダーに就任。2020年1月23日には星乃一歌もポカリスエット・アンバサダーに就任した。この取り組みは1年間行われ、その期間中、複数の動画や広告に出演する[37][38]。

2020年
- 1月20日 - WEBラジオ番組「プロジェクトセカイ カラフルラジオ」を全8回にて期間限定でスタート[39]。
- 2月10日 - かわさきジャズ2019の札幌公演『Live Session！まらしぃ with 初音ミク＆鏡音リン Piano acoustic live in SNOW MIKU』が開催。ミクやリン以外に、星乃一歌の3Dモデルも登場し、人間とバーチャルシンガーによる「セカイVer」の歌唱が初披露された[40][41]。
- 2月25日 - ゲーム内に収録される楽曲を募集する「一緒につくろう！楽曲コンテスト」を開催[16]。
- 3月9日 - 「プロジェクトセカイ ミクの日発表会」にて事前登録情報やゲームモード、3DMVなどの情報が解禁された[42]。
- 5月8日 - クローズドβテストを5月8日18時から5月9日1時まで公募した300名限定に実施[43]。
- 6月13日 - 生配信番組「プロジェクトセカイ カラフル放送局」の初回配信が実施される[44]。放送内にて楽曲コンテストの結果が発表され、応募総数200曲以上の中から市瀬るぽが作詞・作曲を手掛ける「alive」が採用された[45]。
- 6月27日 - 第2回クローズドβテストが6月27日12時から18時まで公募した300名限定で実施[46]。
- 7月22日 - 事前登録受け付け開始[47]。テーマソングとして新たに書き下ろされた楽曲「セカイ」と「ワーワーワールド」も発表される[48]。
- 8月12日 - 特別企画として9名の作家とのコラボレーション短編マンガ「プロジェクトセカイ応援マンガ」を不定期に順次公開[49]。
- 9月4日 - 体験版アプリが9月11日正午まで配信。「Tell Your World」「ヒバナ -Reloaded-」「スイートマジック」の3曲の楽曲配信のほか、各ユニットの「バーチャルライブ」が期間中、毎日複数回開催された。期間中は中島由貴とバーチャルライバー・社築による「ヒバナ -Reloaded-」のハイスコアに挑むユーザー参加型のチャレンジ企画も開催される[50]。配信初日には「みんなで一緒にバーチャルライブ！生放送」がYouTube Live、ニコニコ生放送、Periscopeにて実施される[51]。
- 9月26日 - 「『プロジェクトセカイ カラフルステージ！ feat. 初音ミク』リリース直前!新情報発表SP」にて事前登録者数100万人突破を発表。また、20日間連続楽曲追加キャンペーン等が公開。放送終了後には本作収録曲『命に嫌われている。』のfullVer.MVが公開された[8]。
- 9月30日 - iOSおよびAndroid用ゲームアプリとして配信開始。最終事前登録者数は114万3962人となった[52]。公式4コマ漫画の配信も公式Twitterにて開始[53]。
- 10月2日 - ユーザー数が100万人を突破[54]。
- 10月8日 - ユーザー数が150万人を突破[55]。
- 11月20日 - ユーザー数が250万人を突破[56]。
- 12月1日 - Google Play ベスト オブ 2020 日本版のユーザー投票部門にて最優秀賞に選ばれた[57]。

2021年
- 1月6日 - 公式YouTubeチャンネルの登録者数が25万人を突破。これを記念して5ユニットのボイスドラマの制作も決定した[58]。
- 2月8日 - ユーザー数が300万人を突破[59]。
- 3月30日 - リリースより半年が経過したことを記念して「プロジェクトセカイ ワンダショちゃんねる　ハーフアニバーサリースペシャル」をYouTube公式チャンネル等で生配信。CDのリリースや各ユニットごとの新展開など最新情報が公開された。また、同日より「ハーフアニバーサリー記念 カラフルフェスティバルガチャ」や楽曲「初音ミクの激唱」も配信されている[60]。
- 4月18日 - ユーザー数が390万人を突破[61]。
- 7月21日 - ユーザー数が500万人を突破[62]。
- 8月31日 - 初音ミク生誕14周年。海外版の配信を発表[63]。
- 9月3日 - 『もうすぐ1周年！プロジェクトセカイ特別生放送』にて1周年記念キービジュアル、公式ビジュアルファンブックの発売、アニバーサリーフェスタ2021の最新情報などが発表された[64][65]。
- 9月25日・26日 - 『プロジェクトセカイ アニバーサリーフェスタ 2021』が幕張メッセにて開催。プロジェクトセカイ単独では初の大型イベントとなる。本イベントにて、新バーチャルライブ「コネクトライブ」の開催やミニアニメの制作などが発表された[66]。また、26日にはプロジェクトセカイ単独のリズムゲーム大会『プロジェクトセカイ Championship 2021 Autumn』が開催。
- 9月30日 - リリース1周年。アニバーサリーソング『群青讃歌』を公開。

2022年
- 1月28日・29日・30日 - 千葉県・幕張メッセにてプロジェクトセカイ初のキャラクターリアルライブ『Project SEKAI COLORFUL LIVE 1st -Link-』が開催。
- 3月18日 - グローバル版が100万ダウンロードを突破[6]。
- 6月11日 - 第1回コネクトライブ『Vivid BAD SQUAD 1st CRASH』が開催。
- 6月24日 - ユーザー数が1000万人を突破[5]。
- 6月28日 - 公式YouTubeチャンネルの登録者数が100万人を突破[67]。
- 9月23日・24日 - 2周年を記念したリアルステージイベント『プロジェクトセカイ 2nd Anniversary 感謝祭』が東京・立川ステージガーデンにて開催。イベント内で声優陣によるリアルライブも実施された。

2023年
- 2月12日 - 「Sensor Tower APAC Awards 2022」の日本部門にて、2022年における日本で最も人気のモバイルゲームとして選出された[68]。
- 6月3日・4日 - 2.5周年を記念したリアルイベント『プロジェクトセカイ クリエイターズフェスタ2023』が東京・秋葉原UDXの3フロアーを使って開催された[69]。

## 開発・コンセプト

### コンセプト
本作は、「音楽と人間の関わりを支える『初音ミク』という存在を具現化した作品」になるという。このような形式になった理由は、本作が「若い世代にボカロ曲やインターネット発の音楽をもっと聴いてもらいたい」という想いからスタートした企画であったためで、オリジナルキャラクターを出すことに抵抗感を持つ層がいることも分かったうえで、あえてこのような設定を企画した。また、本作の特徴として後述するライブ機能「バーチャルライブ」が実装されている。
オリジナルキャラクターに関してはクリプトン・フューチャー・メディアとセガゲームスの監修のもと、Colorful Paletteのスタッフ陣が合宿ミーティング等も実施して協議を重ねて創り上げられている。
近藤は、ボカロ曲を作っても確実に聞いてもらうチャンスが少なくなってきた現代において、そんなボカロPたちのサポートができるような企画を作りたいと考えており、アマチュアとして活動するクリエイターが制作した曲が少しずつ収録される仕組み等の体制を作り、それをきっかけに新しいモチベーションを得て、曲を作る新しいユーザーを生み出し、ネットの音楽シーンが盛り上がるきっかけのひとつを作りたいと考えて企画を進めた。
本作で多様なユニットやジャンルが設定された理由は、「初音ミク」の世界観を考えたとき、キャラクターたち個人がそれぞれ別のジャンルの曲を歌うのではなく、数を絞りユニットごとにジャンルを設定することで、初音ミクの持つ多様性を表現すると同時に新規ユーザーも手を付けやすいカテゴリーの数になるため設定された。ただし、ジャンルの設定についてはセガ・クリプトン・Colorful Paletteの3社で多くの議論を重ね、ボカロ界隈の曲のジャンルをイメージし、最終的に現在の5つのジャンルになったのだという。
企画当初は「和風」のカテゴリーも存在したが、和風は音楽性よりも音色やアレンジの要素が強く、それでカテゴライズするのは難しいと判断され外されることになった。今回カテゴライズされた中でも、ボカロ曲をカテゴライズするうえで「アンダーグラウンド」は絶対に外せない要素としてカテゴリーされた。「アンダーグラウンド」では、キャラクターコンテンツではやり辛い「死生観」にも大事な要素として踏み込むシナリオ展開を想定している。
キャラクター設定やストーリー展開は「バンド」「アイドル」「ストリート」「ミュージカル」「アンダーグラウンド」の5つのカテゴライズが決定してから制作された。「セカイ」という設定は、『1人の「初音ミク」というキャラクターだけを登場させるのは、これまでのミクの歴史や既存のファンに対してやってはいけないことだ』という判断から設定が作られた。これは、『ボカロは多様性が大事であり、各ボカロPごと、各楽曲ごとに様々な初音ミクが存在し、さらに楽曲を聴くリスナーにもそれぞれが考えた自分だけの初音ミクがいる。そのため、多くの人々によって様々なセカイが形成され、そこにはセカイに合わせた様々な個性のミクたちがいるという形にすることで、初音ミクの多様性を表現する』という方針によるもの。当初は、カテゴリーだけではなく楽曲ごとにセカイを作る案もあったが、それでは新規が入りにくい設定になる点や、現実的な開発の工程数の問題も発生するため却下となる。このような考えから生まれた設定であるため、現在の5つのセカイが、今後、さらに広がる可能性や、新しいセカイ、新たなユニットが今後誕生することも想定した上でベースの世界観が作られている。また、クリプトンのキャラクター以外のゲーム外の実在するリアルなシンガー、キャラクターが関われるような余地も残して設定を作っている。
今回、本作に限って20名のオリジナルキャラクターが新規に登場する。そのため、抵抗感を覚えるボカロファンも多いことは当初より予想されていたが、本作はボカロ文化から反するものを作ろうとしているのではなく、本作を入り口にボカロに触れる新規ファン層に目を向けつつ、今までのファンともうまく寄り添える作品バランスを目指している。そして、新規層が原曲を視聴し、さらに歌ったり曲を作ったりするようになってボカロ界隈が盛り上がることを目標としている。
男女混合ユニットを設定した理由は、バーチャルシンガーたち自体が男女混合のユニットであり、ボーカロイドコンテンツ自体も男女問わずファンが多いことから、初期段階より想定してコンセプトが作られた。
キャッチコピーは『一緒に歌おう！』。これは、『セカイは広がっていく』という想いが込められており、「一緒に歌おう！」はミクたちとオリジナルキャラクターたちだけではなく、様々なクリエイターやユーザーも含まれている。また、様々なアーティスト、イラストレーターと一緒に楽曲やイラストを作っていくことを目的としており、コラボレーションのほか一般公募も積極的に行っている。

### ストーリー・シナリオ制作
各種設定やシナリオ制作はColorful Paletteシナリオチームが制作。同チームの山下あづさがシナリオディレクション、桝井愛がメインシナリオライターを担当。桝井がメインストーリーを手掛け、以降のイベントストーリーやエリア会話、サイドストーリー、「レオニの日常」、モモジャンのボイスドラマ、「ビビバスアーカイブ」など各種ユニット展開のシナリオ部分、楽曲・MV・4コマ漫画等の監修は桝井や山下を含めたColorful Paletteシナリオチームの4名の女性シナリオライターが執筆・監修を担当している。また、これらのシナリオはディレクターの近藤を中心にセガやクリプトンの監修も受けている。
ストーリー全体のコンセプトは、ユーザーから共感される物語にする点と、本作のオリジナルキャラクターである20名の少年少女たちを人間として描くことを重点に置いて物語が制作されている。これは近藤が以前、初代プロデューサーを務めていた『バンドリ！ガールズバンドパーティ！（ガルパ）』の経験も活きており、当時、キャラクターゲームでの踏み込み方について迷っていた近藤は、『ガルパ』を通して登場人物の人間らしさの部分にユーザーから大きな共感を得られた経験から、デフォルメをして登場人物たちを「どこか作られたようなキャラクター」にせず、そこを調整しながらリアルさや人間らしさ、さらに「死生観」など全年齢で表現できるギリギリのラインに踏み込んだ人間関係やシナリオを描くことを重視している。また、初音ミクという音楽と深いつながりのあるIPコンテンツであることから、物語全体を通して「音楽である必然性」を大事にしている。
全ユニットのストーリーすべてにおいて、ミクたちの立ち位置は、ユニットメンバーたちの「背中を押す」というスタンスに徹底している。これは、ボーカルソフトウェアとしての「初音ミク」を「プロジェクトセカイ」として解釈した結果、このような形になった。初音ミクは、それ単体からは音楽は生まれず、クリエイターという「何かを表現したい、生み出したい」という想いを抱く存在がいるからこそ、その想いが初音ミクというツールと噛み合って音楽が生まれる。そのような初音ミクの「原点」と向き合った結果、『プロジェクトセカイ』でもミクたちは、キャラクターの「想い」をサポートする立ち位置に設定されている。また、ミクたちバーチャル・シンガーはスマートフォンやデバイスのホログラム映像を通じて現実世界にも干渉する場面がある。これは、垣根を自由に飛び越えられるところもミクの多様性だという解釈からきている。
バーチャル・シンガーに関しては当初より全5ユニットそれぞれで6名のバーチャル・シンガー全員が登場することは決まっていた。ただし、登場するタイミングはバラバラであり、「キャラクターたちの成長」のほか、「心のゆらぎ」といったポジティブとは言えない変化など、心の機微に答える形で訪れる設定となっている。女性ばかりのユニットにもイベント「ハッピー・ラブリー・エブリデイ！」を期に男性バーチャル・シンガーが登場したが、これに関してはシナリオの関係の他、男性バーチャル・シンガーは女性陣の歌声と馴染むことが当時の技術的に難しかったことも由来する。その後、技術面をクリアしたこともあり、シナリオ展開に合わせて各ユニットの物語にも登場した。
オリジナルキャラクターたちの物語はユニット間だけにはとどまらず兄弟やクラスメイトなど、これから人間として成長していく段階であるであろういろいろな出会いや広がりを描くために、様々な登場人物との関係性が描かれていく。ただし、5つのユニットやミクたちが全員集まって、全ての登場人物で共同して何かをやるというストーリーは一切想定されていない。これは、物語の根幹にある「キャラクター個人の成長」を描く際に、全ユニットが集まって何かをするとお祭り騒ぎ的な内容となってしまい、「個人の成長」をメインとして描くことができないと判断されたため。そのため、他のユニットに所属する人物同士の交流が描かれることは多く想定されているが、全ユニットが集まることは想定されておらず、あくまでユニットごとのストーリーがメインとなる。ただし、他のユニットとの出会いがキャラクターの成長に繋がるという要素は大事にしており、全ての関係性を繋げると、いつのまにか全キャラクターが繋がっていたという展開になるように物語が構成されている。
ユニットを超えた繋がりについては当初より想定された関係もあるが、中にはシナリオを制作する過程で生まれた関係性も存在する。例としてイベント「響くトワイライトパレード」にて星乃一歌と草薙寧々の歌を通じた出会いは当初想定されていなかったが、「Leo/need」の当時置かれた状況や一歌自身の問題への気付きを描くために、当初予定されたプロットとは別に描く必要性を感じたため新たに描かれた。
サブキャラクターとなるイオリや遠野新、青龍院櫻子などのキャラクターは、最初に登場した物語以降も各ユニットの重要人物として物語に深くかかわっていくようにキャラクターが作られている。
ストーリーラインとして、全年齢作品だからといって綺麗な物語を作ろうとは想定していない。綺麗な物語を作ろうとすると、内容がご都合主義的なものになってしまい、ユーザーからの共感を得られないと考え、『現実的な問題に向き合っていく内容』を意識してストーリーが練られている。これは、ボカロ楽曲を扱う作品としても、『若い層の抱える葛藤』を描くためには綺麗な内容だけでは表現できない内容が多いことにも由来している。しかし、近藤は本作のシナリオに共感したとしても、「だからこうすべき」という制作側の主張は押し付けるつもりは一切なく、大人にとって些細な問題でも、それに対して様々な葛藤を抱ええる世代に、同じ悩みに向き合うオリジナルキャラクターを通して勇気をもらってほしいと考えていると語っている。
全体の物語に関しては各イベントごとの整合性やキャラクターの変化、各キャラクターの関係性を丁寧に描くため、当初より用意されていた大まかなプロット構成が存在するが、イベントごとに状況に合わせて当初の予定からシナリオの方向性を変えることもある。これは、イベント「ワンダーマジカルショウタイム！」にて、直前でシナリオの大幅な書き直しをしたことに由来する。この経験を得て、当初の企画にとらわれ過ぎず、キャラクターに必要だと感じたことは、その都度考えていく方向性となった。イベントごとの整合性を保つために当初の企画から大まかな流れこそ変更はしないが、「当初の予定のままではキャラクターが成長できない」と判断した場合など、キャラクターたちがリアルタイムにどう感じるかを重要視し、プロットに縛られて物語に縛りが生まれることを極力抑えるようにしている。
ストーリーはユニットごとに第1章が完結し、「Next Step」へと進んだユニットもあるが、この順番に関しては各ユニットごとに足並みをそろえることは想定しておらず、一番遅いユニットが第1章を終える頃には他のユニットの第2章が既に終了している可能性も想定されている。

### キャラクターデザイン
制作体制
デザインはアートディレクターの飯塚らColorful Paletteイラストチームと、「初音ミク V3」「初音ミク V4X」「初音ミク NT」のキャラクターデザイナーであるiXimaが協議しながら制作しており、キャラクター全体のデザインのベースはiXimaの絵柄に合わせている。また、デザインに関しては『Project DIVA』シリーズのデザインとは明確に差別化することを意識してデザインが制作されている。デザインの際にはLive2Dや3Dモデルのデザインと齟齬が出ないようにColorful Palette内の各セクションや3Dモデリングを担当するセガと連携している。
iXimaはクリプトン・フューチャー・メディアの佐々木が「初音ミクが関わる以上成功させたい」と依頼を受けて参加した。iXimaはリリース後もストーリー内やイベントなどの衣装デザインに関わっている。iXimaの参加は2019年4月、企画の方向性がファンタジーから現代を舞台とした内容に変更され、新たな世界観のデザイン原案が完成して間もない時期の参加となった。iXimaはクリプトン側のアイデアやコンセプトを絵に描き起こしColorful Palette側に伝える役割を担当。また、iXimaが参加した時点でColorful Paletteによりオリジナルの5ユニットの原形デザインとキャラクター設定、衣装の一部は既に完成しており、iXimaはこれらのデフォルト衣装案を監修し、時には衣装全体の修正案を作成する役割も担っていた。
Colorful Paletteからは、アートディレクターの飯塚を中心に約10名で構成されるColorful Paletteイラストチームがキャラクターデザインやストーリー内・イベント毎に更新される各種イラスト・背景美術の制作を担当している。同社のLive2Dチームやセガを中心とした3Dモデルチームとも連携し、飯塚はこれらの監修も担当している。イベント毎に更新される衣装デザインに関しては同チームの20代と30代の女性スタッフ2名がデザインを担当している。
キャラクターデザイン・衣装デザイン
本作のオリジナルキャラクター20名のキャラクターデザインは最初にColorful Paletteイラストチームがデザイン原案を作成し、iXimaを中心としたクリプトンと3Dの観点からチェックを行うセガの監修を得ながらプラッシュアップする方向で制作された。本作は初期段階ではファンタジー要素の強い世界観で企画が進められたが、その後企画の方向転換が行われ、それに伴いデザインも変更されることになる。現在のデザインの作成は2019年2月より行われ、Colorful Paletteイラストチームが約1か月間のブレーンストーミングを行い、何百枚ものデザイン案を元に5ユニットのイメージボードが作成された。このイメージボードを元に、2019年4月よりiXimaが参加して監修が行われた。デザイン監修の期間は約2か月。同年6月に各キャラクターの三面図が完成した。デザインの際、飯塚はチーム全体に3D化のことは気にせずにデザインを行い、あとから調整するように指示をしていた。これは、制約を設けずに自由にデザインができるようにするため。
ミクたちバーチャルシンガーは2007年のオリジナルデザインをベースに近代的なデザインになるようにiXimaの案をベースに作成されている。各セカイのミクに関しては各ユニットの音楽ジャンルから、様々な姿のミクをiXimaが提案していった。この際、佐々木はキャラクターとしてのわかりやすさ以上に各ボカロジャンルとの親和性を重視したデザインを提案した。これは、ボカロジャンルに元からあった音楽性に応じてミクが姿も含め変化するというボカロの文化とリンクさせるため。
オリジナルキャラクターに関しては、「バンド」「アイドル」「ストリート」「ミュージカル」「アンダーグラウンド」の楽曲イメージからコンセプトを立てて、少しずつキャラ付けをしながらデザインが作成された。その際に、「バーチャルシンガーと共存できるデザイン」になるように調整されている。「Leo/need」は等身大の女子高生が持つ悩みを描いていくストーリーのため、バンドよりも「学生」をイメージしてデザインが作られている。そのため、衣装も「高校の制服」がベースとなっている。「MORE MORE JUMP!」は平成後期の王道アイドルをコンセプトに、2020年以降も古いデザインに見えないようにスタイリッシュな面を取り入れている。スカートにはピアノの鍵盤柄を入れて音楽的な要素を取り入れたほか、4人チームではあるが「希望」という花言葉を重視して三つ葉をイメージデザインとして採用している。「Vivid BAD SQUAD」は、衣装に私服を採用したことで、他のユニットと違い統一感は敢えて重視しない方針がとられている。そのため、服のロゴ等もキャラごとに別のものを作成している。また、クリプトン側がストリートジャンルのファッションに造詣が深いこともあり、クリプトン、Colorful Paletteの両社とiXimaの間で協議が重ねられたうえで制作された。「ワンダーランズ×ショウタイム」はテーマパークのキャストというコンセプトを元に、王子様、森の妖精、天使、ヴィランの役割が割り振られてデザインが行われた。「ネネロボ」に関しては、『プロジェクトセカイ』のマスコットキャラを作ることをコンセプトに、『ミクダヨー』をベースに寧々と共存できるようなデザインとなっている。「25時、ナイトコードで。」は、ダークさを表現しようとすると作品コンセプトと異なるファンタジー的なデザインになるため、現代的なリアルなダークさを表現するために「Leo/need」と同じく「高校の制服」を採用。「Leo/need」との差別化としてセーラー服をベースにした衣装となっている。
各学校の制服は、「宮益坂女子学園」は歴史ある学園というコンセプトからセーラー服、「神山高校」は新設で自由度の高い高校というコンセプトからブレザーを採用している。また、キャラの個性を出すために、各キャラクターに合わせた着こなしになるようデザインされている。
キャラクターデザインの中にはデザイン協力のiXimaが主導でデザインを担当したキャラクターも存在しており、「25時、ナイトコードで。」のセカイに登場する初音ミクのデザインを手掛けたほか、「Vivid BAD SQUAD」のオリジナルキャラクターデザインは原案をColorful Paletteイラストチームで手掛けつつ、ベース部分の6割はiXimaが手掛けている。また、「Vivid BAD SQUAD」に関してはミクたちバーチャルシンガーも含め全員に想定ブランドが設定されている。特に同チームのオリジナルキャラクター4人は「雑誌のどのスタイルを真似するか」「どんな服を購入するか」を想定してデザインされており、こはねは「ローティーンファッション、ガーリィ」、杏は「スポーツカジュアル、スポーツモード」、彰人は「ポップ、アウトドア」、冬弥は「アンニュイ、アーティスト風、ロック」というキーワードが設定された。他にもブランド設定として、こはねは中高生らしいスタイルからウィゴーなどのブランドを想定しており、ファッション文脈にはまだ詳しくない設定を元に靴に関しても「ABCマートに行ったら可愛い靴があったから購入した」という高校生のお小遣いでも買えるファッションを想定している。一方でストリートのセカイの初音ミクはオフホワイトやY-3などを想定し、中高生が気軽には買えないアイテムとなっている。またVivid BAD SQUADのイベント衣装などにはグッチなどを連想させる要素も取り込んでいる。他にもiXimaはMEIKOの肩掛けジャケットなど着こなしについても案を出している。
各イベントに登場するガチャ限定の新衣装は、各キャラクターのその時点での要素を詰め込んだものになっており、キャラクターの心情やシナリオをビジュアルに反映させている。これらの衣装は月3回のイベントごとに各キャラクター全員のデザインを新規に行う必要があり、Colorful Paletteイラストチーム内でシナリオプロットや楽曲を元に作成している。作成期間は1週間から1か月。コスチューム案も10着以上の案から選ばれることもある。ガチャ衣装デザインにはiXimaも参加することがあり、「クラシックコーディネート」「クラシカルジャケット」「1周年限定アニバーサリー衣装デザイン」等のデザインを担当している。

### 3Dモデル・3DMV
3Dモデル
3Dモデリングはセガと協力会社である株式会社ディッジの2社を中心に、Colorful Palette開発チームも参加する形でモデリングを作成している。モデリングチームのリードデザイナーはセガの佐藤亘。複数の企業で3Dモデリングを制作している理由はライン数を多くできるほか、1社であれば納期の面から回避してしまうような難しいデザインも再現が可能であるため。
本作では、随時追加される一般公募デザイン衣装の他、月3回のイベントで追加されるガチャ衣装もあるため、最低でも月8着の新規衣装モデルを作成する必要がある。そのため、生産ラインは8ラインあり、1着あたりにモデリング、テクスチャ、セットアップ、差分作成で各工程5日間、計約20日間の3Dモデル作成期間と10日間の監修期間が設けられ、計1か月の制作期間を経て実装となる。差分作成ではカラーバリエーションや女性キャラクターの胸部差分を作成している。Colorful Paletteからは、イラストチームより2週間に4着のペースで新規衣装デザインが3Dモデリングチームに提出されており、このデザインを元に3Dモデリングを作成する。ときには簡略化についてSEGAとColorful Paletteイラストチームの両社で協議することもある。
モデリングソフトにはMaya、実装にはUnityが使用されている。コスチューム作成の共通素体は男性1体、女性4体となっており、素体を元にコスチューム作成後、身長差はUnityへインポート後に調整している。3Dモデルは、スマホで動かす制限の中でも、スカートの裏側など見えない部分で調整を行い、目立つ部分にリソースを割くようにしている。また、アウトラインを均一の線ではなく部分的に太さを変えて、よりイラストに近いモデルになるよう調整されている。揺れものに関してはダンスシーンで違和感を覚えないように、干渉やめり込みの調整を出来る限りで行っている。
3DMV
3DMVはセガを中心に制作された3Dモデルを利用して、同じくモデリング制作を共同で担当している株式会社ディッジがアニメーション制作を務めている。また、3DMVの演出に関しては、歴代の初音ミクコンテンツのゲームやリアルライブにて3Dアニメーション制作・演出を務めてきたマーザ・アニメーションプラネットが担当。振付や各キャラクターのモーションアクターを歴代の初音ミクコンテンツの振付・モーションアクトを務めてきたソリッドキューブが担当。振付は各キャラクターごとに担当ダンサーが決められている。
3DMVは当初、もっと簡易的なものを想定しており、ステージとなる箱にキャラクターたちが同じダンスを踊る程度のものになる予定であった。その後、議論を重ねていくうちにクオリティが向上し、ダンスも各キャラクターごとに異なるものに変更された。また、5つのジャンルのユニットごとのコンセプトを体現することを目標に制作が進められた。
制作では特にLeo/needに関しては、どのキャラクターに楽器を持たせても演奏ができるよう調整する作業が行われている。また、Leo/needのモーションアクターは実際に第一線で活躍するバンドマンが担当している。
演出面では楽曲ごとに、オリジナル楽曲の動画を意識した演出が行われている。3DMV制作・演出スタッフが共通している関係から、演出の方向性はプロジェクトセカイ独自の演出を行いつつも、『Project DIVA』シリーズの演出を参照している楽曲もある。例として『スイートマジック』等の楽曲の3DMV演出は『Project DIVA』シリーズの演出を参考にしている。ほかにも『劣等上等』は同チームが『マジカルミライ』で採用していた振付を採用している。
制作期間は演出の発案から完成まで約2ヶ月から3ヵ月程度。複数のMVの制作が同時並行で行われている。制作は大まかな方針を決めるプロットやデザインを作成し、それを元に大まかな演出を決めて振付・モーションキャプチャーを作成する。その後、モーションキャプチャーのデータを元にカメラワークや背景、アニメーションを制作する。各工程が完成すると、ディッジにてUnityに組み込み完成する。
実装の採用基準に関しては、Colorful Paletteを中心に実装楽曲を選定している。Colorful Palette側としては全楽曲採用を目指したい考えであるが、スケジュールやコスト面の問題もあり、ひと月の間に書き下ろし楽曲で1つ、既存曲で1つの計2曲を基準に実装を行っている。

### 2DMV
2DMVは内製では制作を行わず、ボカロ界隈で活躍する外部クリエイターがイラストを仕立て、これまでのボカロ曲の投稿動画のように楽曲と連動するミュージックビデオを作るために企画された。
楽曲には「既存曲」と「書き下ろし楽曲」の区分けがあり、ともに本作オリジナル映像を定期的に制作している。中には、3DMVが投稿された後に2DMVが制作されることもある。2DMVはYouTube公式にてフル尺版が投稿される。
2DMVではすべての曲で座組に流動性があることが特徴となっており、楽曲ごとに各イラストレーターや動画制作者の個性を押し出す方向性で依頼がされている。内容に関しては発注時にColorful Paletteによる情報提供や監修が行われるが、具体的な指示は行わず、制作における制限をなるべく排除する方向性がとられている。
制作は開発チームにて2DMV曲の選定と対象楽曲のアーティスト・方向性の企画案を作成し、それを映像制作会社・株式会社ヴィへ発注。イラストレーターの選定と段取りを行い、そこからさらに開発チーム内で座組の最終調整が行われる。そこで座組が決定すると、イラストレーターにゲーム内資料を提供し、開発チームの監修のもとで制作が進められる。完成した2DMVに関しては楽曲制作者の監修も受ける。全てが終了すると実装となる。
2DMV制作では作曲したボカロP側と協力してボカロP投稿版の映像と連動する施策がとられることもある。

### キャスティング
オリジナルキャラクターのキャスティングでは、歌唱力も重視しているが、『歌が上手いという定義は世代によっても違う』という考えから、『今風の歌に合う歌唱力』という点を重視してオーディションを行い、各キャラクターの声優がキャスティングされている。歌唱に関しては人間の歌声とバーチャルシンガーの音声が上手く馴染むように、クリプトンの最新テクノロジーが使用されている。声優陣の中には初音ミクと関連の深い声優もおり、花里みのり役の小倉唯は『初音ミク -Project DIVA-』にて初音ミク専属モーションアクターを担当しており、青柳冬弥役の伊東健人は過去にボカロP「21世紀P」として活動していた経歴がある。

### 音楽
楽曲制作ではセガと日本コロムビアを中心に楽曲収録が行われており、クリプトン・フューチャー・メディアでバーチャルシンガー音源の作成、Colorful Paletteで楽曲のオーダーとシナリオ面での監修を行っている。
カバー楽曲収録ではボーカルレコーディングディレクションを務める日本コロムビアの林ちひろが細かいディレクションを行っている。その際、楽曲のイメージ資料をセガが制作し、Colorful Paletteシナリオチームが資料を監修したうえで声優陣に渡され、全体でイメージの共有が行われている。カバー曲の制作期間は楽曲選定に1ヶ月から2ヶ月、その後、スケジュール調整、Colorful Paletteシナリオチームによる監修、キーの調整等の下準備に2ヶ月をかけてレコーディングを行う。そこから、原曲の作曲者であるボカロP監修の元でミックスを行うのに1ヶ月ほどかかり、最終的に1曲あたり5ヶ月の制作期間を必要とする。ゲームパートの尺調整はボカロP自身から指定される場合もある。
ゲームに収録する既存のボカロ楽曲の候補はセガ、Colorful Palette、クリプトン・フューチャー・メディアの3社で検討されている。その際、若い世代がボカロ音楽に親しめるように、幅広く各世代の楽曲は取り入れつつ、新しい楽曲の割合を多くしている。楽曲候補はキャラクターやユニットの音楽性なども加味しつつ、常に500曲程度がリストアップされている。各楽曲を担当するシンガーの選定も3社で検討しており、各ユニットのイメージや原曲のイメージなども優先して楽曲を選定している。その際、シナリオを担当するColorful Paletteから「どの楽曲がどのキャラクターにあっているか」というシナリオ観点によるオーダーや監修が入ることもある。
ゲームオリジナルの書き下ろし楽曲はイベントストーリーを元に制作するため、Colorful Paletteシナリオチームよりシナリオ完成後に「どのキャラクターがメインのイベントなのか」「どのようなストーリー展開なのか」「どのような曲調のイメージなのか」という情報がセガに提供され、その情報を元にセガを中心にボカロPの選定が行われる。選定の際にはボカロP自身の作風を重視することが多い。また、担当するボカロPがファンから持たれているイメージと乖離した曲にならないように調整されている。ボカロPに楽曲を依頼する際にはシナリオの進行度に合わせて、登場人物の情報や該当イベントまでのストーリー展開などの情報も一緒に提供されている。ただし、ボカロクリエイター自身の持ち味や独自の世界観を表現してもらうため、依頼の際にColorful Paletteシナリオチームより提示される「使用してほしいキーワード」や「楽曲イメージ」は必要最低限のものとなっている。
オリジナル楽曲を一定のペースで追加し続けることは、企画当初から決められており、ボカロクリエイターにコンスタントにオリジナル曲を書き下ろして実装していくためにクリプトンのプロデューサーである佐々木が中心となり各クリエイターと交渉を行っている。リリース後はGigaやDECO*27、Mitchie Mらが『プロジェクトセカイ』の第1波のオリジナル曲を提供したことで、他のクリエイターより「このユニットの曲を書きたい」と声をかけられることも増えたという。
オリジナルキャラクターを演じる声優陣とバーチャルシンガーたちが一緒に歌うという取り組みに関しては、当初から共に歌うことを想定していたわけではなく、当初はバーチャルシンガーVer.と人間Ver.で別々に収録する案も上がっていた。しかし、人間とバーチャル・シンガーが共存している本作で「どう共存するのか？」を協議した結果、最終的に「一緒に歌う」という結論となり、本当にそんなことできるのかクリプトン側と協議しながら同社の技術を駆使して作り上げられた。これまでも、BUMP OF CHICKENや安室奈美恵などのアーティストが初音ミクと一緒に歌う事例はあった。しかし、それは数か月以上の歳月をかけて1曲を作る手法で実現した企画であり、恒常的に量産体制が組めるのかは未知数であった。最終的にクリプトンや音楽制作担当の入江の尽力により量産体制が構築されることになる。
本作の編曲・リミックスなどの楽曲制作はシンガーソングライターの入江陽が担当している。入江は本作にてオリジナル曲・カバー曲（セカイVer.）の楽曲ミックス、編曲、一部楽曲の演奏やプログラミングを担当しており、ボカロ楽曲を人間のシンガーが歌う上での諸調整も務めている。入江はミュージシャンでもあるが、本作では大量の楽曲を制作し、そのジャンルも多彩であるため、演奏より音楽プロデューサーに徹する形で楽曲ごとにチーム編成を変えて制作している。楽曲制作で中核となっているのは、サウンドエンジニアのたいやき、ギタリスト・編曲家の小金丸慧、シンガーの佐々木詩織、ドラマーの伊吹文裕など。楽曲制作ではバーチャルシンガーと声優の歌声や伴奏が上手く組み合わさるよう調整をする作業、声優の音域に合わせた楽曲キーの調整のほか、楽曲によって音源データ自体がないものに対して一から演奏をする作業がある。
入江が本作に参加した理由は、2018年にさとうもかの『最低な日曜日 feat.鶴岡龍（LUVRAW）』の楽曲制作にプロデューサーとして参加した際に、アコースティックの弾き語りにトークボックスの音を混ぜた手法を採用したことがきっかけとなっている。その時期にクリプトンの佐々木と出会い、音楽ジャンルにとらわれない姿勢や様々なミュージシャンと交流がある点、佐々木と出会ったのちに入江が制作したさとうもかとミクが一緒に歌う楽曲『スキップ』などもきっかけとなり、佐々木が本作の楽曲制作としてオファーをした。

### バーチャルライブ
バーチャルライブはセガのプロデューサーである小菅とColorful Paletteのプロデューサーである近藤との間で、開発期間中の2018年9月頃に「他のリズムゲームにはない新しい体験が何か1個は欲しい」という話しが上がり企画が動き出した。
最初は、ストーリーのなかでLive2Dのバストショットの立ち絵では表現が難しい、ストーリーの中で繰り広げられる音楽シーンを見られる環境を作るというコンセプトで開発が動き出した。また、当初は、VRで演出するという案も挙げられていた。実際に、3DMVアニメーションや現・バーチャルライブの開発を担当するColorful Paletteの松田龍弥によってVRモードが制作され、アルファ版まではVRコンテンツとして開発が進められていた。しかし、近藤から「ひとりで見ているだけでは体験としては面白くない」という意見が上がり、「他のユーザーとも一緒に見られる」要素を重点に再度、開発が進められ、その過程でVR案は廃止となり、現在のバーチャルライブのスタイルに変更された。ただし、VR案自体はリリース開始1か月前まで動いており、開発の松田は今後もVRモードは検討していきたいとインタビューで話している。
バーチャルライブが現在の方針になってからは、「リアルでライブに行くのと同じ体感をバーチャルで味わう」をコンセプトに開発が行われている。バーチャルライブは開発段階では座席固定で鑑賞をするスタイルであったが、最終的にアバターが移動できる形に変更された。この仕様変更は開発チーム内で賛否両論があり、協議の末にリリースの4か月前に移動ができるように改修することが決まり、配信3か月前の6月に完成した。バーチャルライブにはColorful Paletteの親会社であるサイバーエージェントゲーム事業部の研究開発チームが作り上げたシステムを基盤としてシステムが作り上げられている。
当初は待合室などのモードは無く、直接ライブ会場に繋がるシステムであったが、開発中に追加されたアバター着せ替えモードやユーザー同士のコミュニケーションを行える場として、待合室機能が追加された。デフォルトのアバターデザインは、『世界観を崩さないことを前提に、作中の登場人物（人間）のデザインからは離れたデザインにする』ことが最初に決められた。これは、人間の想いの集合体でありながらも作中の世界とは別の次元の存在であるアバター（ユーザー自身）を表現するため。
ライブモードでは、当初のコンセプトとして『数万人規模のプレイヤーが同じライブを一緒に見る』という体験が想定されていた。その後、リリース段階では1つのライブ会場に最大で15人まで参加できるシステムが導入された。後に新システムとして「Diarkis」を導入し、人数規模は最大100人までに拡大されている。ライブは一人でもゆっくり鑑賞したいプレイヤー向けに「プライベートルーム」が作成できるようになっている。

### コネクトライブ
2021年9月26日に開催された『プロジェクトセカイ アニバーサリーフェスタ 2021』にて、新バーチャルライブ「コネクトライブ」の開催が発表された。実装は2022年6月11日。
コネクトライブは、『バーチャルライブのリアルタイム版』となっており、バーチャルライブのようにあらかじめ用意された3Dアニメーションではなく、モーションキャプチャーをリアルタイムで収録して本物のライブと同様のライブを行う内容となっている。そのため、本物のライブと同様に公演時間は40分から1時間となり、各楽曲もゲームプレイ時の3DMVや2DMV、静止画などの区別なく、披露する全楽曲がフル尺で披露される。その際に、楽曲の区別なく全楽曲に本ライブのみの3Dダンスモーションがフルバージョンで追加される。また、リアルタイムで行うため、ユーザーのコメントにもキャラクターが直接リアクションを返すことも可能となっている。なお、コネクトライブでは一部キャラクターのみ収録音源を使用するが、それ以外はリアルタイムで出演キャラクターによるトークが行われる。これは一日数回の公演が行われた場合でも同様であり、そのためMC内容も異なってくる。本ライブはユニットごとに開催される。本ライブは有償となっており、無償でもライブの途中までは閲覧可能となっている。
コネクトライブ開催に先駆け、コネクトライブリハーサル公演が12月22日に開催される。リハーサル公演はユーザーの端末で実際に動作するのか、大人数の接続に対応できるのか、有償ライブと無償ライブの場面切り替えが正常に動作するのか、生ライブ故に発生するであろう機能トラブルや出演者トラブルを想定した緊急停止テストなどのテスト配信を目的としている。リハーサル公演では小豆沢こはねと白石杏、巡音ルカによる生配信ライブが行われ、本番とは異なりゲームサイズ1曲分を披露するほか、全2回の公演でMCパートは異なる。第1回開催時の修正点を踏まえたうえで、第2回目のリハーサル公演が2022年4月6日に開催。MC部分を除き、内容は第1回と同様となっている。
2022年6月11日よりコネクトライブ『Vivid BAD SQUAD 1st CRASH』が開催。

### プレイヤーの立ち位置
本作をプレイするプレイヤーは作中にて、ある空間で「セカイ」の誕生とその行方を見守る「初音ミク」と出会う。プレイヤーとその空間にいるミクは各セカイへ干渉することができず、オリジナルキャラクターたちと各セカイのバーチャル・シンガーたちを見守ることしかできない立ち位置となっている。そのため、作中に登場するキャラクターたちと直接接触することは一切できない仕様となっている。
バーチャルライブでは、プレイヤーの「キャラクターたちを応援したいという想い」から生まれたセカイに入ることができる。その空間でアバターと呼ばれる仮の姿になったプレイヤーは、他のセカイと少しだけ繋がっているエリアでキャラクターたちの演奏を見て、応援することができる。その光景はセカイ側からは基本的に観測することはできないが、プレイヤーたちの光景は「キラキラと光る想いの光」としてセカイ側のキャラクターたちに見えることもあり、それに対して反応を示してくれることもある。一方で各セカイのバーチャルシンガーたちはプレイヤーの姿が見えている演出がなされていることもある。このセカイでも基本的にはプレイヤーはキャラクターたちと接触はできず、現状、作中全体を通してプレイヤーが接触できるキャラクターは序盤に出会う「初音ミク」のみである。

### 展望
本作の展望としてプロデューサー兼ディレクターの近藤は、ストーリーの更新と楽曲追加の頻度を安定して行い続けることを大前提とし、そのうえで参加するクリエイターや音楽に上手く還元できる仕組みを築きたいと考えている。これは、ボカロPとして活動してきた近藤が、短絡的利益だけを目的にボカロクリエイターに接触している企業などを見てきたことで、現在のボカロクリエイターたちの活動をサポートしたいと考えたため。
クリプトンのプロデューサーで初音ミクの開発者である佐々木は、『プロジェクトセカイ』という作品を通してボカロ曲に対する再発見や再解釈が進んでほしいと考えている。また、新規参入の若い世代に対しては、ネット上にあふれている膨大なボカロ楽曲を探すコストを無くしてカジュアルな楽しみ方を提示できなければ、いかに優れた楽曲であっても耳には届かないという難しさがあった。そんな中で本作の声優とバーチャルシンガーによる楽曲展開が今の若い世代の価値基準や感覚とシンクロして、ボカロ楽曲への新たな入り口として機能してほしいと考えている。

## あらすじ
下記のあらすじは、各ユニットの「メインストーリー」の内容となる。メインストーリーのほか、月に3回配信される「イベントストーリー」にて、各ユニットのメインストーリーのその後が描かれている。第1章の物語は各ユニットごとに終了時期が異なり、最短で7か月、最長で1年8か月となったユニットもある。

### 第1章
プロローグ
東京都・シブヤ。傘を持ち街を歩く制服姿の少女・星乃一歌は交差点の巨大ビジョンを見上げる。そこにはバーチャル・シンガーの初音ミクが写っていた。その姿を見つめる一歌。
「すごいな、ミクは。昔からずっと、どんな風にでもなれて、すごく ……自由で」
彼女が帰宅するとスマホの中に見知らぬ楽曲「Untitled（アンタイトル）」が入っていることに気付く。その曲を再生すると、一歌は白い光に包まれる。目を開いた一歌の前に現れたのは「初音ミク」であった。心の内に閉じ込めた本当の想い、本当の歌をみつけるため、少年少女たちの物語が始まる。
Leo/need（メインストーリー）
高校1年生の星乃一歌は中学時代のあるすれ違いから幼馴染の日野森志歩、望月穂波と疎遠になる。そんなある日、中学の時から病気療養中だった天馬咲希が高校に復学する。そして、咲希が一歌たちの前に現れたことで、彼女たちの距離に大きな変化が訪れる。一方、一歌はあるきっかけから「セカイ」と呼ばれる不思議な空間でバーチャル・シンガー・初音ミクと出会う。その現象をきっかけに、一歌と咲希は志歩と穂波に起きた中学時代のある過去と向き合うことになる。はたして一歌たち4人はすれ違いを乗り越えることができるのか。
第1章の物語が、ユニットストーリー（2020年9月30日）からイベント「Resonate with you」（2021年4月21日）までのストーリーで描かれる。
MORE MORE JUMP!（メインストーリー）
アイドルを夢見る少女・花里みのりはオーディションに不合格続きであった。だが、みのりは憧れのアイドル・桐谷遥の存在を胸に、諦めずにオーディションに応募し続けた。そんなある日、遥が突如アイドルを辞めて芸能界を引退し、みのりと同じ高校に復学してきたのだ。みのりは遥に会いに行きファンだったことを伝えるが、彼女はどこか複雑な思いを抱えていた。そして、みのりは偶然にも同じ高校に在学していた元アイドルの桃井愛莉と現役アイドル日野森雫からアイドルのレッスンを受けることになる。アイドルを夢見るひとりの少女はアイドルを辞めた少女たちと共に、もう一度、夢に挑む。
第1章の物語が、ユニットストーリー（2020年9月30日）からイベント「MOREMOREMakingXmas」（2021年12月10日）までのストーリーで描かれる。
Vivid BAD SQUAD（メインストーリー）
内気で人前に出ることが苦手な少女・小豆沢こはねは、ある日、裏通りから聞こえてきた白石杏の歌声に衝撃を受ける。一方、杏もあるきっかけでこはねの歌声を聴き、その歌声に導かれるように杏はこはねにユニットを組む提案をする。そして、こはねも杏に導かれるようにストリート音楽の世界に足を踏み入れることを決意。こはねと杏は女性ストリートユニット「Vivids（ビビッズ）」を結成する。そんなある日、彼女たちの前に中学時代から音楽活動をしている男性音楽ユニット「BAD DOGS（バッド・ドッグズ）」の東雲彰人と青柳冬弥が、彼女たちを潰すために立ちはだかる。伝説を超えるため、少年少女の想いをぶつけ合う物語が始まる。
第1章の物語が、ユニットストーリー（2020年9月30日）からイベント「THE POWER OF UNITY」（2022年5月20日）までのストーリーで描かれる。
ワンダーランズ×ショウタイム（メインストーリー）
高校2年生・天馬司は病弱の妹・咲希を大切にしており、世界一のショースターを夢見る少年であった。ある日、司は人気のテーマパーク「フェニックスワンダーランド」の採用面接を受け、アルバイトとして採用される。しかし、彼がキャストとして配属されたのは、観客の寄りつかない寂れたステージであった。そんなステージで司は、ステージの復活を願う少女・鳳えむと出会う。更に、新たな劇団員として神代類、草薙寧々が加わり、一緒にステージをすることになる。はたして彼らは、寂れたステージを復活させることができるのか。
第一幕の物語が、ユニットストーリー（2020年9月30日）からイベント「ワンダーマジカルショウタイム」（2021年6月11日）までのストーリーで描かれる。
25時、ナイトコードで。（メインストーリー）
自身の音楽が原因である不幸を招いたトラウマを抱えている引きこもり少女・宵崎奏。彼女はボイスチャットツール「ナイトコード」を通じて毎日25時に、お互いに顔も名前も知らない仲間と共に音楽サークル『25時、ナイトコードで。』で日々楽曲を作り続ける生活を送っていた。しかし、ある日を境にサークル仲間のひとり・雪と連絡が取れなくなってしまう。彼女の行方を探る中で、雪のフォルダに「Untitled」というデータがあることに気づいた奏は内容を確認しようとするが...。この事件をきっかけに彼女たちは、それぞれが抱える「消えたい」という想いと向き合うことになる。
第1章の物語が、ユニットストーリー（2020年9月30日）からイベント「ボクのあしあと キミのゆくさき」（2021年10月31日）までのストーリーで描かれる。
バーチャル・シンガー
バーチャルシンガーが主役のユニットストーリーでは、オリジナルキャラクター達のユニットストーリーの裏側で、そこでは描かれなかった「各セカイでのバーチャル・シンガーたちの、ユニットストーリーを補足するサイドストーリー」がオムニバス形式で展開される。そのため、各ユニットストーリーとバーチャル・シンガー達のストーリーの両方を読むことで、1つのセカイの物語が完成する形式となる。

### 第2章（Journey to Bloom）
2022年9月30日、全ユニットが第1章の物語を終えたことや3周年の節目を期に、登場人物たちの学年が上がり「進級」することが発表された。

## 世界観
物語の舞台のモデルとなっているのは日本の東京・渋谷区。作中には渋谷スクランブル交差点のほか、宮益坂など実在する地名や場所を元にしている舞台もある。
登場人物たちは作中での現実世界とキャラクターたちの想いから生まれた場所「セカイ」を行き来する。セカイには、強い想いを持つ少年少女のデバイスに突如生じるメロディも歌詞もない無音の楽曲「Untitled（アンタイトル）」という曲を再生することで行き来ができる。
「セカイ」は「『想い』から生まれた不思議な場所」と位置づけられ、『想い』の数だけセカイが存在し、ミクたちも『想い』に応じて姿や性格を変えるため、セカイの数だけそれぞれ個性的なミクたちが存在する。ここを訪れたオリジナルキャラクターがミクたちと出会い、交流を通して自分たちの本当の想いを見つけ出すことで「Untitled」に名前がつき、歌が生まれる。セカイのミクたちは想いの持ち主が「本当の想い」を見つるサポートをしてくれる存在として描かれる。作中の現実世界でのミクたちは実在のミクたちと同様のバーチャル・シンガーとして、世界中のクリエイターが創りあげた歌を表現している。
プロセカの現実世界でもボカロPやバーチャル・シンガーは実在の世界と同じ定義で存在しているが、この要素を細かく描くとメタ的な要素が濃くなるため意図的に細かい説明まではされていない。ただし、イベント『Live with memories』ではストーリー内にて現実世界におけるバーチャルシンガーソフトウェアとしての『初音ミク』の存在に本格的に触れられており、現実世界におけるミクの存在や主人公の星乃一歌がミクのソフトウェアを購入する姿が描かれている。
本作ではジャンルを「バンド」「アイドル」「ストリート」「ミュージカル」「アンダーグラウンド」の5つに分類しており、それぞれの物語を紡ぐ5つのオリジナルユニットが展開される。バーチャル・シンガーたちはそれぞれのセカイに存在しており、セカイによって個性や雰囲気が異なっている。また、5ユニットのオリジナルキャラクターたちとは別にミクたちピアプロキャラクターズ、通称「バーチャル・シンガー」のストーリーも用意されており、それぞれの物語が展開される。

## 登場人物
本作にはバーチャルシンガー（ピアプロキャラクターズ）と20名のオリジナルキャラクター達が登場する。バンドユニット「Leo/need」、アイドルユニット「MORE MORE JUMP！」、ストリートユニット「Vivid BAD SQUAD」、ショーユニット「ワンダーランズ×ショウタイム」、正体不明の音楽サークル「25時、ナイトコードで。」に分類され、各ユニットに4名＋バーチャルシンガーという構成になっている。

## 設定

### セカイとバーチャルシンガー

#### セカイ
主人公たちのスマートフォンに突然現れた楽曲「Untitled」を再生することで開かれる謎の世界。人々の「本当の想い」を反映した空間となっており、人の想いの数だけ存在し、想いのカタチが違えば違うほど、それぞれのセカイの在り方が異なる。本編でのセカイは5つ存在し、住人としてバーチャルシンガーが暮らしている。各セカイのバーチャルシンガーは元となった想いの持ち主たちに応じて姿や性格など個性が異なっている。
教室のセカイ
一歌、咲希、穂波、志歩の「大好きな友達と昔のように仲良く生活を送りたい」という想いから生まれたセカイ。セカイ観は学校の教室。夕焼けになっていることが多いが、Leo/needのメンバーの想いに応じて星空など空模様を変えていく。このセカイのバーチャルシンガーはLeo/needと同じくバンド活動しており、衣装も学生服風となっている。パートは初音ミクがリードボーカル＆ギター、巡音ルカや鏡音レンがギターやベース、MEIKOがドラマー、鏡音リンがキーボード、KAITOがギターとなっている。先輩後輩としての姿が色濃く描かれており、特にミクに関しては自分自身もその在り方に悩み、Leo/needのメンバーと共に成長していく姿が描かれる。
ステージのセカイ
みのり、遥、愛莉、雫の「明日頑張るための希望をあげられるアイドルになりたい」という想いから生まれたセカイ。セカイ観はアイドル活動で歌う大きなコンサート会場になっており、バーチャルシンガーはアイドル活動をしている。この空間は遥、愛莉、雫が過去に仕事をしてきたライブ会場が元になっており、広大な空間に様々なステージが形作られている。アイドル活動をするバーチャルシンガーは初音ミク、鏡音リン、巡音ルカ、MEIKO、鏡音レン、KAITO。バーチャルシンガーたちは同じアイドルとして、MORE MORE JUMP!のメンバーの悩みを聞き、そんな彼女たちを自分たちのステージで応援し、時に解決の糸口へと導く姿が描かれる。
ストリートのセカイ
こはね、杏、彰人、冬弥の「伝説を超えるイベントを自分たちの手で作る」という想いから生まれたセカイ。セカイ観はVivid BAD SQUADの拠点である「ビビッドストリート」や「WEEKEND GARAGE」が元になっている。路地が入り組んだ道はストリートアートやライブイベントのポスターで飾られており、バーチャルシンガーはストリートファッションに身を包む。セカイに居るバーチャルシンガーは初音ミク、MEIKO、鏡音リン、鏡音レン、KAITO、巡音ルカ。ストリートのセカイに存在する「crase café（くれーすかふぇ）」はMEIKOがマスターとして店を切り盛りしており、Vivid BAD SQUADのメンバーやバーチャルシンガーにとって憩いの場となっている。このセカイのバーチャルシンガーたちは大人びた性格や好戦的な性格の人物が多い。
ワンダーランドのセカイ
司の「ショーでみんなを笑顔にしたい」という想いから生まれたセカイ。セカイ観はテーマパークとなっており、カラフルなバルーンや歌う花などユニークなものに彩られている。また、喋る人形たちなどバーチャルシンガー以外の生物も多く暮らしている。セカイに居るバーチャルシンガーは初音ミク、KAITO、鏡音レン、鏡音リン、MEIKO、巡音ルカ。バーチャルシンガーは団長のKAITOを中心に様々なアイデアを出して自発的にショーを開催している。バーチャルシンガーたちは陽気で破天荒な性格であり、まとめ役のKAITOの元に強い個性を持ったメンバーが集っている。このセカイの特徴としては、『天馬司の想いのみで生まれたセカイ』であり、他のメンバーはあくまで招かれた側であるという点にある。しかし、司以外のメンバーが、彼のセカイに影響を与えている描写もみられる。
誰もいないセカイ
まふゆの「本当の自分を見つけたい（見つけてほしい）」という想いから生まれたセカイ。このセカイは『朝比奈まふゆの想い』によって創られ、当初は、まふゆが現実から逃げ出すためのシェルターの役割を果たしていた。後に他のメンバーが干渉するようになりその様相はまふゆの想い、または彼女に干渉するメンバーの想いの変化によって変わっていく。わずかに光が差す無機質な灰色のセカイで、当初居たバーチャルシンガーは初音ミクのみであった。後に、絵名の変化に呼応するように鏡音リンが姿を現し、瑞希も気が付かない想いに呼応してMEIKOが加わった。そして奏の迷いの気持ちを揺さぶるために巡音ルカがセカイに現れる。このセカイでのバーチャルシンガーは白または黒のグラデーションに赤いリボンが付いたゆったりとした服装で、口調も機械的で感情の機敏も少ない。だが想いを感じることができ、時にはバーチャルシンガーなりに励ますこともある。
セカイの狭間（はざま）
メインストーリーのプロローグに登場するセカイ。沢山の想いが集まり、たくさんのセカイが生まれる謎の空間。このセカイでのバーチャルシンガーはスタンダード衣装をみにつけている初音ミクのみが存在する。プレイヤーが登場人物（初音ミクのみ）に干渉できる唯一のセカイでもある。また、プレイヤーはこの空間から物語を眺めていることになっている。

### 想いの欠片
2021年3月30日より開催の「カラフルフェスティバルガチャ」の宵﨑奏『いつか見た夢を』と朝比奈まふゆ『潜る、私の中へ』から登場した設定。見た目は奏曰く「リンゴほどの大きさの光る球体」、まふゆ曰く「小さな宝石のように見える光」でありセカイのどこかに落ちている。その正体は誰かの想いでできた欠片であり、その想いがセカイとして形作られていない未完成の状態でセカイに届くことで光の球体としてあらわれる。想いの欠片に触れることでその欠片の中にある想いのセカイに行くことができる。このセカイに居る間は「Untitled」を停止しても現実世界に戻ることはできない。しかし、セカイのように現存できる空間ではなく、一定時間で消滅する。この想いの欠片はセカイを形作った人物たちとは別の人物の想いの欠片が届くこともある。
また想いの欠片の世界には、その欠片の持ち主と関係の深い人物や過去の自分自身と対面することもあり、遥は自身の憧れていたアイドル、愛莉は過去の幼い自分自身と想いの欠片の世界で出会っている。
想いの欠片はセカイに関係ある人物以外の想いも流れ着く。また、複数のセカイに同じ欠片が流れ着くこともあり、『セカイの桜、つながる想い』では想いの欠片を通じて各セカイのバーチャルシンガーが同じセカイを訪れたこともある。そのため、各セカイを繋ぐ架け橋になることもある。

### 用語
Untitled（アンタイトル）
特定の人物のスマホに突然現れたメロディーも歌詞もない無音の楽曲。人とセカイを繋ぐ鍵の役割を果たす。想いの持ち主が「本当の想い」を見つけ出し、ミクたちと一緒に歌うことで想いが歌に変わり、初めて名前を持つ曲となる。

バーチャル・シンガー
初音ミクたち歌声合成ソフトウェアのキャラクター。現実に存在するクリプトン社は自社ソフトを「バーチャルシンガーソフトウェア」と称している。作中の現実世界では、ボカロPやバーチャル・シンガーは現実世界と同じ定義で存在しているが、この要素を細かく描くとメタ的な要素が濃くなるため意図的に細かい説明まではされていない。

ピクシェア
作中で一般に使用されるSNSアプリ。

宮益坂女子学園（みやますざかじょしがくえん）
略称は「宮女（みやじょ）」。場所は宮益坂。中高一貫の私立女子校。学生の中には高校からの編入生も多い。歴史ある伝統校でありその校風を大事にしているが、芸能活動をする学生向けに単位制のクラスも設けている。

神山高校（かみやまこうこう）
略称は「神高（かみこう）」。場所は神山町。近代的な都立の共学校。全日制と夜間クラスがある。

乃々木公園（ののぎこうえん）
シブヤ近くにある大きな公園。

ASRUN（アスラン）
遥がかつて所属していた国民的アイドルグループ。とある事情から解散となるも、解散以降も根強い人気は続いている。メンバー同士の仲は解散後も良好であり、事務所はバラバラになるも遥を含め全員が連絡を取り合っている。

Cheerful＊Days（ちあふるでいず）
略称は「チアデ」。かつて雫がセンターを務めていた人気アイドルグループ。規模は大きく、研修生の制度もある。雫がアイドルを辞めるきっかけとなり、その際の不和から雫たちの関係性は回復していない。メンバーを入れ替えつつ活動は続けており、「Cheerful＊Daysシアター」を拠点としている。

QT（キューティー）
愛莉がかつて所属していたアイドルグループ。愛莉が事務所との不和から脱退後、新たなメンバーは加えずに残りのメンバーのみで活動を続けている。愛莉との仲は現在も良好であり、グループ結成の記念日や愛莉を含めたメンバーの誕生日の際には愛莉のスマホにメンバーの変顔などのおもしろ画像が送られてくる。

虹色ガーランド（にじいろがーらんど）
愛莉が好きなアイドルが歌っていた楽曲であり、愛莉にとって転機になった曲。プロジェクトセカイのオリジナルサウンドトラックに収録されている。

バラエティアイドル仮面・ハッピーエブリデイ
愛莉がとあるバラエティ番組で扮していたキャラクター。お茶の間で人気であり、現在でもこちらの名義で愛莉のことを覚えている子供たちも多い。咲希は入院中に愛莉の姿に元気付けられてファンになっている。

crase café（くれーすかふぇ）
ストリートのセカイでMEIKOが経営するカフェ。コーヒーの他、軽食も提供している。また、テラス席ではライブを行うことも可能。

ビビッドストリート
シブヤにある通り。ストリートアートが多く近寄りがたい雰囲気があるが、実際にはオシャレでスタイリッシュなショップやライブハウスが多く集まる。路上でのライブパフォーマンスやミュージシャンも多い。

RAD WEEKEND（ラッドウィーケンド）
杏の父である元ミュージシャン「KEN」、彼の相棒である「大河」、大河の妹である「Nagi」の3人によるユニット『RADder』が他の音楽仲間を集めて企画したイベント。彼らの拠点であったスタジオ『COL』で本編の3年前に開催された。彼らの集大成となる合同ライブイベントであり、現在も伝説として語られるイベント。界隈では「あの夜」「伝説の夜」とも言われており、Vivid BAD SQUADや遠野新が超えるべき目標としている。撮影禁止であり映像記録は残されていないとされていたが、ある人物に託される形でKENがその映像を保管しており、そのことは大河ですら知らなかった。

COL（コル）
RAD WEEKENDが開催されたビビッドストリートにあるビルの地下1階のスタジオ。広さはさほどないため、観客との距離が近いことが特徴であった。80代の老婆が管理しており、『RADder』の活動拠点でもあった。RAD WEEKENDを最後に店をたたむも、それから3年後、小豆沢こはねの才能を見出した大河に頼まれる形でその日のみ店を開け、Vivid BAD SQUADがその地を訪れる。

WEEKEND GARAGE（ウィーケンドガレージ）
杏の父が経営するライブカフェ＆バー。謙のかつての仲間が多く集っている。杏も従業員として店を切り盛りしており、Vivid BAD SQUADの活動拠点となっている。

STAY GOLD（ステイ ゴールド）
ビビットストリートにある有名なライブハウスの一つ。このライブハウスで開かれる同名の対戦イベントに勝つことは、このストリートで活動するミュージシャンにとって実力を示すステータスとなっている。

BAD DOGS（バッド ドッグズ）
彰人と冬弥のチーム名。直訳では「頭が悪い」「躾のなっていない犬」であり、自分たちの夢を嘲笑う周囲への反抗心と挑発の意味を込めている。だが、真の意味はスラングで「最高の相棒」を意味することから名付けられた。Vivid BAD SQUAD結成後もその名前は知られており、依頼を受けてBAD DOGSとして夏祭りなどのイベントに参加している。

Vivids（ビビッズ）
こはねと杏のチーム名。ビビッドストリートを活動拠点とすることから名前を決めた。「s」は複数形の意味のほか、「だって響きが可愛いじゃん！」という杏の意向から付けられている。Vivid BAD SQUAD結成後も2人でWEEKEND GARAGEや路上で歌うこともある。

RADder（ラダー）
KEN、大河、Nagiの3人による音楽ユニット。ビビッドストリートを拠点に活動した有名ミュージシャンたちであり、伝説のイベント『RAD WEEKEND』を主催した。その後、解散しており、一部ではKENと大河の喧嘩が原因ではとも言われている。

鳳グループ（おおとりぐるーぷ）
えむの祖父である鳳楽之介とえむの父である幸之介が築き上げた企業グループ。遊園地経営の他に、ホテルなどの経営も行っている。

フェニックスワンダーランド
鳳グループが所有し運営している遊園地。略称は「フェニラン」。各種アトラクションのほか、様々なステージが存在しており、No1のショーステージである「フェニックスステージ」や、ワンダーランズ×ショータイムの拠点である「ワンダーステージ」等が存在する。

フェニー
フェニックスワンダーランドのメインマスコット。ファンからは「フェニーくん」「フェニペンくん」の愛称で親しまれる。ペンギンと間違えられるが実際にはフェニックスをモチーフとしている。志歩や遥が好んでグッズを購入しており、特に志歩はLeo/needメンバーの名前を自身のフェニー人形に付けている。

ポチ公（ぽちこう）
フェニックスワンダーランドのマスコットの一つ。相性は「ポチ公くん」。えむを守るSPはこの格好をしている。

ネネロボ
類が当初、人見知りだった寧々のために作ったロボット。寧々をモデルにしており見た目は寧々に似ている。モチーフとなったのは「ミクダヨー」。当初は寧々が操作していたが、現在はAIを搭載したことで自律的に稼働しており、ショーで活躍する。また、メンバーと共にセカイへ行き来したり、感情のあるような場面を見せたりと、ワンダーランズ×ショータイムの「5人目」のメンバーとなっている。普段は寧々の家に置かれている。

ライリー・エンターテインメント社
エンターテインメントの分野で世界的に有名な企業。映画製作・配給をメインとしており、多くのヒット作と人気キャラクターを生み出している。若年層に人気なキャラクターが多い。鳳グループと提携後はフェニックスワンダーランドと共同事業を展開している。

ナイトコード
奏たちのサークルがメインで使用するボイスチャットツール。同サークルの名前の由来にもなっている。モチーフとなったのは「Discord」。データの受け渡しのほか、ボイスチャットツールも搭載している。

OWN（おうん）
まふゆが「雪」とは別に使用していたハンドルネーム。一時期は短期間で多くの楽曲を投稿しており、その内容に引き込まれファンとなった若者は多い。

東京美術大学（とうきょうびじゅつだいがく）
略称は「東美（とうび）」。国内でも最難関の美術大学。絵名の通っていた絵画教室の生徒の多くはこの大学を目標としている。

## システム

### リズムゲームモード
操作方法は画面の奥から手前に向かってくるノーツを判定ラインに来たタイミングでタップ操作するという形式。ノーツにはタップ、ホールド（長押し）、スライド（なぞる）、フリック（弾く）の4種類が存在する。リズムゲームでは様々なボカロ楽曲が収録される。楽曲はバーチャル・シンガーのみが歌う「バーチャル・シンガーVer.」とオリジナルキャラクターのみ、または、バーチャル・シンガーとオリジナルキャラクターが一緒に歌う「セカイver.」の2バージョンで収録される。一部楽曲では、どちらかのver.のみでの収録となる。本作では他社製のボカロ楽曲も追加され、特にバーチャル・シンガーVer.では「ハッピーシンセサイザ」や「シャルル」など他社ソフトを使用した楽曲に関して、いくつかは原曲のバージョンのまま収録される。セカイ ver.には多くの楽曲で「アナザーボーカルver」が存在しており、キャラクターランクをアップすることで、キャラクター個人が歌うアナザーボーカルverを入手できる。
難度は初心者向けの「EASY」、初心者・中級者向けの「NORMAL」、中級者向けの「HARD」、上級者向けの「EXPERT」、超上級者向けの「MASTER」の全5段階が設定されている。プレイ人数は1人でプレイする「ひとりでライブ」モードと最大5人でプレイする「みんなでライブ」モードがある。また、オートライブ機能も実装されている。
モードには2Dライブモードと3DMVモードの2種類が収録。2Dモードでは、楽曲に応じて2DMVが用意される楽曲と背景に曲をイメージしたイラストが表示される楽曲の2パターンがある。2Dモードの映像の中には動画クリエイター・イラストレーターによる本作オリジナルMVが制作される場合もある。また、実装時には2Dモードの場合でも、ユーザーの反響を聞いて3DMV化を目指していく方針となっている。3DMVモードのある楽曲にも、楽曲に集中してプレイしたいユーザー向けに、楽曲のイラストのみが表示される2Dモードが用意されている。
3DMVモードではキャラクターの衣装やアクセサリーを自由に変更することが可能。特定の条件下にてヘアスタイルも変更できる。また、楽曲ごとに各キャラクターの3Dモデルを入れ替えてプレイすることも可能であり、他のユニットメンバーで編成することができる。衣装は、ライブで入手できる素材を集めて衣装ショップで作成できるほか、ガチャでの入手も可能であり、衣装付き☆4メンバーを入手すると該当する衣装も一緒に手に入る形式になっている。2021年10月より3DMV専用の新ステージが追加される。
メンバー育成システムとして、メインユニットを編成してリズムゲームをクリアしたり、アイテムを使った「練習」やキャラクターごとに設定されている「キャラクターミッション」を達成することでキャラクターランクやユニットランクを上げることが可能。また、レベル上限を引き上げる「特訓」やメンバー個人のスキルを強化する「スキルアップ」、特別なアイテムを消費してメンバーの総合力をアップさせる「マスタートレーニング」などがあり、これらの育成要素を活用してメンバーを強化することにより、リズムゲームのクリア率上昇とスコアアップを図ることが可能となる。
2020年3月30日のハーフアニバーサリーを記念して新形式イベント「チアフルカーニバルイベント」が4月1日のイベント「君と歌う、桜舞う世界で」より開催される。この形式は、プレイヤーが2つのテーマから1つを選び、同じテーマのチームに属する5人と一緒に、もう片方のテーマのチームと合計スコアを競い対決する形式となっている。勝利すると、ライブ報酬が増えるほか、グループポイントも加算される。チーム名は運営側より用意されており、キャラクターの組み合わせによって多くの種類がある。イベント期間中は「みんなでライブ」が「チアフルライブ」へと入れ替わる。
2021年8月31日には新機能として、画像や文字などを使用してプロフィール画面のカスタマイズが自由に行える「カスタムプロフィール」が導入された。
2021年12月24日には、指定したキャラクター同士のキズナをライブをプレイしてアップさせることで特別な報酬を獲得できる「キズナランク」が実装された。
2022年3月30日にはプレイヤー同士が上位のランクを目指し対戦する「ランクマッチ」が実装。

### アドベンチャーパート
アドベンチャーパートでは現実世界の街やセカイなどのスポットにてランダムで表示されるSDキャラクターをタップすることでLive2Dによるキャラクター同士の掛け合いが見られたり、一部のスポットにあるショップで衣装や楽曲を購入することが可能。オリジナルキャラクターは全編フルボイス対応となっている。また、ミクたち（ピアプロキャラクターズ）の音声は全てクリプトン社側でチューニングして制作されており、ストーリー内とバーチャルライブにてフルボイス対応となる。
各ユニットのメインストーリー開放には、リズムゲームパートにてユニットごとに経験値を獲得し、ユニットランクを上げることでユニットごとに用意されたストーリーを見ることが可能となる。一方、イベントストーリーはリズムゲームをプレイしてポイントをためることでも解放されるが、イベント期間を過ぎたストーリーはアーカイブでいつでも閲覧が可能となる。
ストーリーは最初期に実装される各ユニットの成り立ちを描いた「メインストーリー」と、定期的に配信される「イベントストーリー」が存在する。「メインストーリー」は全6ユニットに最初期から実装されており、各ユニット全20話存在する。「イベントストーリー」は月に3回、定期的に開催されており、メインストーリーのその後の物語が描かれている。
イベントストーリーには各ユニットが主役となる「ユニットストーリー」と様々なキャラクターが織りなす「混合ストーリー」があり、「ユニットストーリー」では描き下ろし楽曲とアフターライブが実装される。ユニットがメインのストーリーは2020年10月9日より配信されたLeo/needが主役のイベント「雨上がりの一番星」、混合ストーリーは2020年11月9日より配信された「走れ！体育祭！～実行委員は大忙し～」より順次配信が行われている。
上記のストーリー以外に、カード報酬から閲覧できる「サイドストーリー」は前編と後編に別れており、メインストーリーやイベントストーリーを補足する物語が展開される。解禁するためには、アイテムの使用やキャラクターのランクを上げる必要がある。マップ上のスポットでランダムに登場するSDキャラクターをタップすると閲覧可能な「エリア会話」は、各キャラクターの設定や日常風景を補足する内容も多く、各ストーリーの伏線的な要素も含まれる。また、イベントストーリー読了後やイベント終了後に新たなエリア会話が収録されることもある。
2020年12月16日には過去のイベントストーリーやアフターライブが閲覧可能な「アーカイブ機能」が実装された。
「メインストーリー」に関しては2021年1月16日より、「プロセカストーリーシアター」という形で全5ユニットのキャストコメンタリー付きメインストーリー動画がYouTube公式アカウントにて全5回配信されている。イベントストーリーに関しては2021年2月26日より「プロセカアフタートーク」という形で、イベント終了直後の21時30分からキャストと共にイベントの振り返りやアフターライブのリアルタイム視聴などを行う番組がYouTube公式にて配信されている。

### バーチャルライブ・コネクトライブ
全国のユーザーと一緒にゲーム内でバーチャル・シンガーとキャラクターたちによるライブを楽しめる機能。ライブは特定の期間のみリアルタイムで配信される。そのため、いつでも繰り返し視聴できるわけではなく、日に数回開催されるライブにリアルタイムで参加する必要がある。ただし、アフターライブに関しては、アーカイブからいつでも視聴が可能である。ライブは複数人で鑑賞できるモードのほか、1人で鑑賞できるプライベートルームも作成が可能である。
ライブ開始前の待合エリアでは他のプレイヤーとスタンプやコメント機能を利用してコミュニケーションをとることが可能。プレイヤーは自身のアバターを操作して待合エリアやライブ会場を自由に動き回れるようになっている。アバターは着せ替えも可能。会場ではペンライトのカラーを変更したり自由に振り回すことができる。また、スワイプして会場内を移動することができ、様々な角度からステージを眺めることも可能。そのほか、バーチャルアイテムやスタンプ、アクションなど、さまざまな手段でライブを盛り上げられることができる。
開演時間になると自動的にライブが始まり、キャラクターたちが楽曲を披露するほか、観客に語り掛けるMCパートもある。ライブでは一回の開催で1曲から数曲を歌う構成となっており、途中から別のキャラクターが参加してくる場合もある。
バーチャルライブの種類は、ユニットイベント開催終了直後よりストーリーの後日談が展開される「アフターライブ」、キャラクターの誕生日の際に開催される「誕生日ライブ」、様々な記念日に開催される「記念日ライブ」があり、アフターライブに関してはイベントストーリーのアーカイブで再度、視聴することができる。以上の内容から、開催頻度は月に3回以上となる。
アフターライブは当初、ユニットイベントのみの開催であったが、2021年3月20日開催の混合イベント『天馬さんちのひな祭り』以降は混合イベントでもアフターライブが開催される。なお、混合イベントでは、作中に登場したユニットの別視点でのストーリーが展開され、各ユニットのセカイが交わることはない。
2020年12月30日のアップデートにて、待機エリアの拡張とライブの100人同時視聴が可能となった。
2021年9月26日に開催された『プロジェクトセカイ アニバーサリーフェスタ 2021』にて、新バーチャルライブ「コネクトライブ」の開催が発表された。実装は2022年6月11日。コネクトライブでは、ライブ内にて一部楽曲を除く全楽曲がフルバージョンで披露される。この楽曲は、2DMV楽曲を含む非3DMV楽曲も対象となり、3DMV対応でない楽曲も本ライブのみ3Dによるダンスモーションがフルバージョンで追加される。さらに、リアルタイムで出演者がライブを実際に行うため、メッセージを入力することでキャラクターが反応してくれるシステムも追加される。なお、本ライブは有償となっており、無償でもライブの途中までは閲覧可能となっている。
コネクトライブ
- 第1回: Vivid BAD SQUAD 1st CRASH（2022年6月11日、キービジュアル：おむたつ）
- 第2回: 2nd ANNIVERSARY SPECIAL STAGE（2022年10月9日、キービジュアル：村上ゆいち）

## 楽曲
2024年3月31日現在、ゲームオリジナル楽曲90曲、カバー楽曲（セカイVer）260曲、バーチャルシンガーVer単独楽曲154曲、インストゥルメンタル楽曲6曲を収録。合計420曲が収録・公開されている。そのうち、3DMV収録曲は122曲、ゲームオリジナル2DMV収録・Web公開曲は136曲、原曲MV収録曲は91曲である。なお、3DMVや原曲MVの楽曲も後から2DMVが公開・収録されることもある。
セカイ ver.には多くの楽曲で「アナザーボーカルver」が存在しており、キャラクターランクをアップしたりイベントをこなすことで、キャラクター個人が歌うアナザーボーカルverを入手できる。また、アナザーボーカルは後日、追加されることもある。
他社製ソフトを使用したボカロ楽曲もバランスを考慮しながら追加されている。特にバーチャル・シンガーVer.では「ハッピーシンセサイザ」や「シャルル」など他社のボーカロイドによる楽曲に関して、いくつかは原曲のバージョンのまま収録される。
オリジナル曲のフルバージョンの公開について、2DMV楽曲に関しては実装されるイベント期間中からイベント終了直後に、YouTube公式アカウントで2DMV付きフルバージョンが公開される。3DMV楽曲に関してもフルバージョンがYouTube公式アカウントにて配信される場合もある。また、カバー楽曲に関しても、フルバージョンがYouTube公式アカウントにて2DMV付きで不定期配信されることがあり、公開された楽曲が2DMVバージョン未収録曲の場合は、後日、ゲーム内に収録されることもある。
3DMVは2020年12月4日より、YouTube公式アカウントにて順次公開されており、同日以降に実装が始まった3DMVについては実装と同時刻に3DMVがYouTube公式アカウントに投稿されている。
楽曲の追加ペースは1ヵ月あたりおよそ5～6曲の楽曲が追加されて行き、そのうち1～2曲はクリエイターによる各ユニットへの書き下ろし楽曲、残り3～4曲は既存のボカロ楽曲の収録となる。また、3DMVは月に最大2個までの収録となる。さらに、不定期でのキャンペーンによる追加もあり、節目の時期や記念日をメインに不定期で複数の楽曲を一気に追加する。これは、楽曲数の豊富なボカロ楽曲を出来うる限り多く収録するための措置である。
本作では、プロではないアマチュアとして活動するクリエイターの制作した楽曲も、なにかしらの方法で定期的に追加する方向で企画が進められており、その一環として『楽曲コンテストプロセカNEXT』を2ヶ月に1回開催し、一般より楽曲公募を行い、受賞作をアプリ内に追加している。2022年5月からは超高難易度に特化した楽曲を募集する『プロセカULTIMATE』が実施される。

## 海外版
2021年8月31日に海外版の配信が発表された。リリースは台湾、香港、マカオにて「繁体字版」、欧米をはじめ世界約130の国・地域にて「グローバル版（英語版）」が配信。その他、韓国や東南アジアなどへも順次各リージョン展開が行われる。中国版のリリースも予定されている。
繁体字版『世界計畫 繽紛舞台！feat. 初音未來』は2021年9月30日配信開始。パブリッシャーは「朝夕光年. NUVERSE ltd.」。グローバル版『Hatsune Miku: Colorful Stage!』は2021年12月8日配信開始。韓国版は2022年5月20日より配信開始。グローバル版は2022年3月18日時点で100万ダウンロードを突破している。
海外版に関してもシナリオ翻訳はColorful Paletteが監修している。また、グローバル版限定楽曲として配信開始日にAnamanaguchiの『Miku』が3DMV付きで実装されている。

## 二次創作ガイドライン
本作ではリリース開始前日の2020年9月29日に、二次創作に関するガイドラインが公式サイトにて公開されている。
オリジナルキャラクターに関してはセガ、Colorful Palette、クリプトン・フューチャー・メディアの定めるガイドラインの適用範囲において二次使用が許可されている。具体的には、非営利目的の場合に限り、本作を題材とした同人誌・同人グッズ・イラスト・漫画・小説などの作成・展示・配布や全年齢対象のコスプレ衣装の作成・配布・写真・動画が許可されている。非営利目的には実費程度の対価を受け取る場合も含まれており、その範囲内での販売は許可されている。ただし、本作や他者への権利を侵害する内容などは禁止されている。
SNSや動画共有サイトにおける本作のプレイ動画やストーリー内容の動画、静止画などの投稿については、本作のゲーム内の内容を取り扱った動画であれば許可されている。ただし、開催期間中のイベントストーリーの内容が全てわかるような投稿はネタバレ防止のため禁止となる。ただし、イベント終了後はストーリーの動画投稿を含め許可されており、イベント開催期間中も感想や4〜5タップ程度の動画、1ツイートに4枚程度のスクリーンショットであれば許可されている。
楽曲に関しては、SNSや動画共有サービスへ投稿は許可されているが、楽曲視聴を目的としたデータの抜き出しや投稿は禁止されている。また、各楽曲の権利者（作曲者等）より申請があった場合や関係者への権利侵害があった場合は削除の対象となる。
YouTubeパートナープログラムなどの標準的な広告収益モデルに関しても許可されている。ただし、投稿されている内容が不適切と判断された場合は削除の対象となる。そのほか、公式が公開したアニメ・ライブ・生放送番組などの実写・アニメーション作品をユーザー個人が複製して投稿することは禁止されている。
クリプトン・フューチャー・メディアが権利を持つ「MEIKO」、「KAITO」、「初音ミク」、「鏡音リン・レン」、「巡音ルカ」のピアプロキャラクターズに関しては、本作リリース以前より既に定められている、
「ピアプロ・キャラクター・ライセンス（PCL）」と、それに基いた「キャラクター利用のガイドライン」が優先的に適用される。このライセンスの内容に沿ったものであればキャラクターを用いた無償の範囲での二次創作活動が公式に認められている。また、実費程度の対価を受け取る場合には、二次創作物の頒布のため「ピアプロリンク」という仕組みが提供されている。また、プロジェクトセカイのオリジナルキャラクターに関しては、ルールに定める範囲内において、ピアプロキャラクターズと同様に「ピアプロ」への投稿が認められている。

## 評価
本作は配信から約2か月後に開催された「Google Play ベストゲーム2020」ユーザー投票部門ゲームカテゴリにて最優秀賞を受賞した。
ユーザー層はリリースから半年の時点で20代前半までのユーザーが全体の8割を占めている。その中でも10代が約5～6割を占めており、男女比率では男性ユーザーが4割、女性ユーザーが6割強であった。
1周年となる2021年9月時点で月間アクティブユーザー数が月200万人を毎月超える形となっている。
本作のプロデューサーの一人でありクリプトン・フューチャー・メディアで音楽ソフト「初音ミク」の開発を担当している佐々木渉は、本作をバーチャル・シンガーにとっても大きな影響を与えたプロジェクトと評しており、協業先より「ミク以外のキャラクターはそれほど人気がない」と思われていたバーチャルシンガーたちがSNSで評判となり、様々な事情で取り組めていなかったMEIKOやKAITOをはじめとした初音ミク以外のバーチャルシンガーの開発・技術投資にも影響したと語られている。
プロデューサー・ディレクターの近藤は本作の人気に関して、初音ミクやボカロ自体の人気に加え、リリースされた2020年にボカロPや歌い手出身のアーティストがヒットチャートの上位に登場するなど、活躍の幅が広がった時期に偶然「プロセカ」が重なった結果、更に支持を得ることができたとも考えており、この企画を昔にやっても支持されなかったかもしれないと後のインタビューで語っている。